# Echte libellen
De echte libellen of ongelijkvleugeligen (Anisoptera) zijn een infraorde van insecten die behoren tot de orde libellen (Odonata). Echte libellen behoren tot de meest in het oog springende insecten door de relatieve grootte en het snelle vlieggedrag. Libellen zijn de grootste insecten binnen Europa. Ze vallen verder op door de grote ogen, de afstekende lichaamskleuren en de geprononceerde vleugels.
Libellen en hun larven zijn zonder uitzondering vleeseters die zich voeden met kleinere dieren, voornamelijk andere insecten. Volwassen libellen zijn overdag actief en jagen het liefst overdag bij warm en zonnig weer. Ze zijn niet schuw en zelfs tijdens de paring en het afzetten van de eieren verbergen ze zich niet, in tegenstelling tot veel andere insecten. Echte libellen zijn snelle en behendige vliegers die goed opvallen als ze jagen.
Echte libellen zijn sterk verwant aan de juffers (Zygoptera). Juffers zijn gemakkelijk van libellen te onderscheiden aan de dunnere lichaamsbouw en de tragere vliegwijze. Echte libellen werden lange tijd als een onderorde beschouwd en zodoende als zustergroep van de onderorde juffers gezien. Later werden de oerlibellen ontdekt en deze groep werd naast alle andere libellen in de onderorde Epiprocta geplaatst. Deze indeling wordt tegenwoordig breed erkend maar de verouderde situatie wordt in veel bronnen nog vermeld.
Wereldwijd zijn meer dan 2900 verschillende soorten echte libellen beschreven. In Europa komen ongeveer 90 soorten voor en in Nederland en België zijn ongeveer 50 soorten inheems. In Suriname komen ongeveer 200 soorten voor. Vier soorten echte libellen zijn endemisch in Suriname en komen nergens anders ter wereld voor.

## Naamgeving

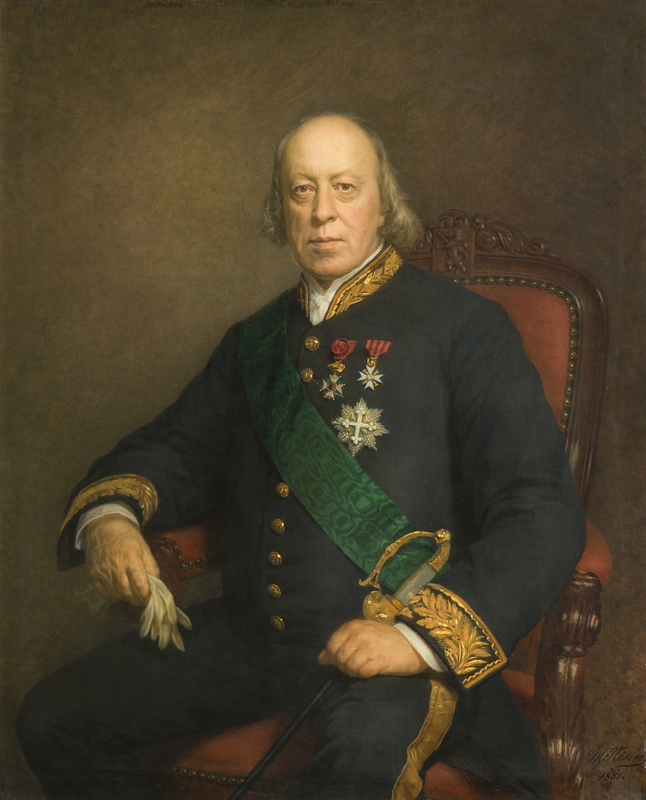
Edmond de Selys Longchamps

Met de naam libellen kan zowel de onderorde van de echte libellen worden aangeduid alsook de gehele orde Odonata, waartoe ook alle juffers behoren. In dit artikel wordt met de naam 'libellen' steeds de groep van de echte libellen bedoeld, tenzij anders vermeld.
De infraorde werd voor het eerst wetenschappelijk beschreven door Edmond de Selys Longchamps (1813 - 1900), een Belgische senator en tevens natuuronderzoeker, in 1854. In de Nederlandse taal worden daarnaast wel namen als 'paardenbijters' en 'wrattenbijters' gebruikt. Deze laatste naam is ook in zwang voor een aantal grotere sabelsprinkhanen, zoals de soort Decticus verrucivorus. In Suriname worden libellen vaak met 'zanddraken' aangeduid.
De naam 'libel' is afkomstig van het Latijnse woord libella, dat verwant is met libra (weegschaal, balans). Het  slaat op de rechte T- vormige lichaamshouding van de dieren tijdens het vliegen. Het woord heeft niets te maken met libellus (boekje). Hiervan is de naam van het weekblad voor vrouwen Libelle afgeleid.
In het Nederduits worden libellen echten goldpeer genoemd, de libellen als orde (Odonata) worden in dit dialect als goldpeer aangeduid. De Noorse naam Øyenstikkere betekent vrij vertaald 'oog-plakkers' wat slaat op de lichaamsbouw. De Poolse naam ważki różnoskrzydłe slaat op de vleugels en betekent vrij vertaald 'echte andersvleugeligen'.
In de Engelse taal worden libellen wel met dragonflies (drakenvliegen) aangeduid. In de Zweedse taal wordt de naam trollsländor (trollenvliegen) gebruikt. Deze namen hebben te maken met de vroegere volkswijsheden, zie onder het kopje relatie met de mens.
De larven van libellen worden nimfen genoemd. Ook de namen naiaden of najaden worden wel gebruikt, naar de mythische waternimfen naiaden.
De wetenschappelijke naam Anisoptera betekent letterlijk vertaald ongelijk-vleugeligen. De naam komt uit het Grieks; ἄνισος (anisos) betekent 'ongelijk' en πτερόν (pteron) betekent 'vleugel'. De naam slaat op de vorm van de vleugels. Bij de juffers hebben alle vleugels dezelfde vorm maar bij de echte libellen hebben de voorvleugels een andere vorm dan de achtervleugels. Een uitzondering vormen de oerlibellen die uiterlijk lijken op echte libellen maar gelijkvormige vleugels hebben. Deze groep wordt tegenwoordig echter als aparte groep van libellen beschouwd, zie onder het kopje taxonomie.

## Verspreiding en habitat

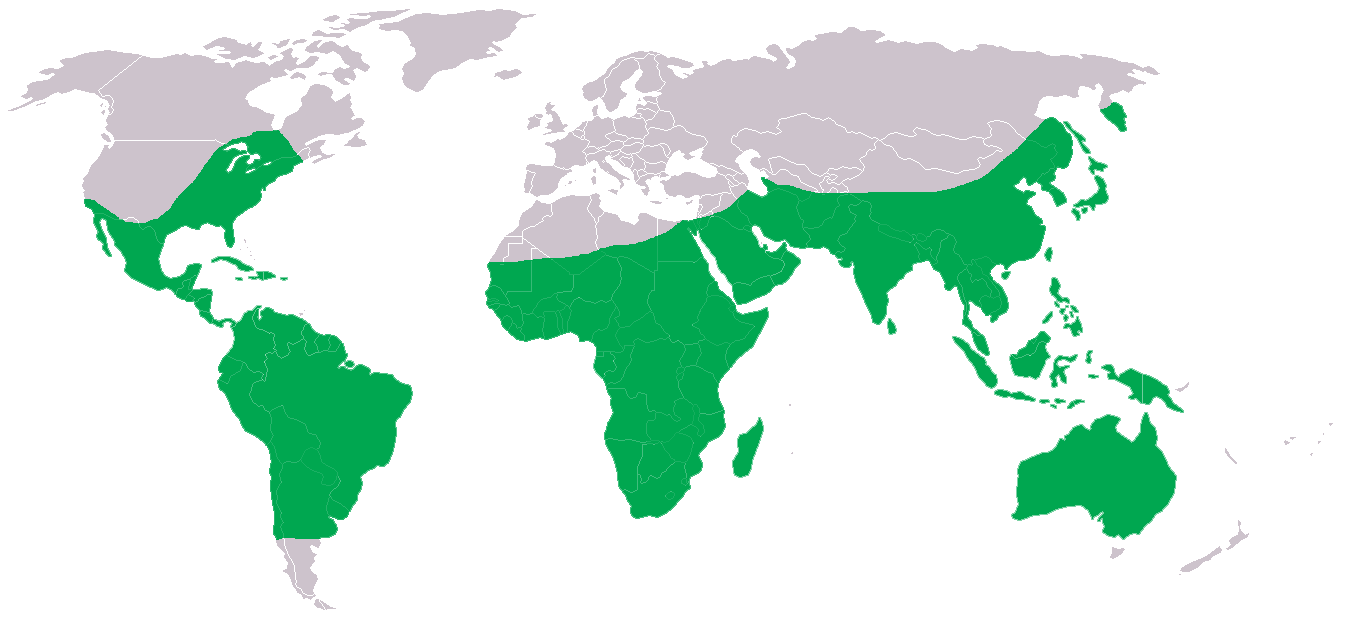
De wereldzwerver (Pantala flavescens) heeft een van de grootste verspreidingsgebieden van alle insecten door de zwervende levenswijze.

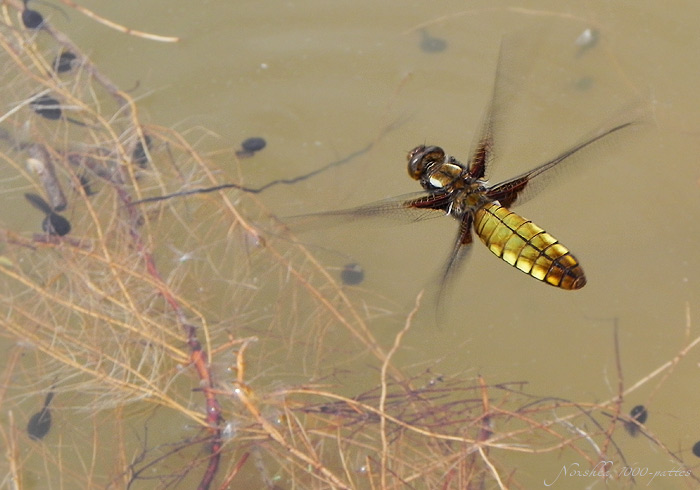
Libellen leven om en nabij het water, afgebeeld is de platbuik.

Libellen komen overal ter wereld voor behalve op Antarctica. De meeste soorten leven in de tropen, een relatief klein aantal soorten komt in meer gematigde gebieden voor. Omdat de larven in het water leven komen libellen nooit voor in wateren die geheel bevriezen of lange tijd droog staan. Libellen zijn heel zeldzaam in relatief koude gebieden zoals de poolstreken en in uitgestrekte woestijnen zoals de Sahara.
De Noordse glazenmaker (Aeshna subarctica) is een uitzondering en komt voor van Kamtsjatka tot Alaska en kan zelfs worden aangetroffen binnen de poolgrens, zoals in Letland. Uit een studie van een vijver in de Mojavewoestijn bleek dat libellen zich ook in heel warme gebieden kunnen handhaven. Verschillende soorten waren actief bij een temperatuur tot 45 graden Celsius in de schaduw.
Sommige libellen kunnen enorme afstanden afleggen, dergelijke soorten worden zwervers genoemd en kunnen ver buiten het voortplantingsgebied worden aangetroffen. Ze kunnen in geheel andere landschappen en habitats terechtkomen dan waar ze vandaan komen.
Van libellen is bekend dat ze de Indische Oceaan kunnen oversteken. Van de wereldzwerver (Pantala flavescens) is waargenomen dat een afstand van zo'n 7000 kilometer kan worden afgelegd. Vermoed wordt zelfs dat deze soort van India naar zuidelijk Afrika vliegt en weer terug, er worden tussenstops gemaakt op de Seychellen en de Malediven. Hierbij wordt een afstand afgelegd van 14.000 tot 18.000 kilometer wat ongekend is voor een insect. De vorige recordhouder was de monarchvlinder (Danaus plexippus), die tot 4500 kilometer van de geboortegrond kan trekken. Van een aantal libellen is bekend dat ze door sterke winden kunnen worden meegevoerd. Sommige uit Afrika afkomstige soorten kunnen hierdoor tot in IJsland worden aangetroffen.
In België en Nederland zijn libellen overal te vinden inclusief de Waddeneilanden. In België zijn 41 soorten waargenomen, uit Nederland zijn 43 soorten bekend. Dit is relatief veel; ter vergelijking komen in het ruim acht keer grotere Duitsland 52 soorten voor. De reden hiervan is dat met name Nederland een uitgesproken waterrijk land is waar veel meren, vennen, rivieren en andere oppervlaktewateren te vinden zijn. Waterrijke gebieden oefenen een grote aantrekkingskracht uit op libellen. Zie voor een lijst van alle echte libellen die leven in België en Nederland ook de lijst van soorten echte libellen in België en Nederland.
De habitat van de verschillende soorten kan sterk verschillen. De geschikte habitat hangt soms samen met de familie. De rombouten bijvoorbeeld zijn in snel stromende wateren te vinden terwijl de korenbouten meer in stilstaand water voorkomen. De meeste libellen leven als larve in stilstaand water met veel waterplanten. Er zijn libellen die zich hebben aangepast op modderige wateren zonder veel planten en andere soorten zijn generalisten die zich vrijwel overal kunnen voortplanten. Er zijn ook specialisten die zich in de regel alleen voortplanten in het water waarin ze zelf geboren zijn. Een voorbeeld is de oostelijke witsnuitlibel, die zich gespecialiseerd heeft in vennen. Deze soort is in Nederland zeer zeldzaam en wordt beschouwd als bijna uitgestorven. Sommige libellen zijn gebonden aan een bepaalde waterplant. Een voorbeeld is de groene glazenmaker (Aeshna viridis), die sterk gebonden is aan de krabbenscheer (Stratiotes aloides). De larven kunnen goed schuilen in de bladeren van de plant en gebruiken de bladeren om uit te sluipen. De eitjes worden afgezet in de bladeren van de krabbenscheer en overwinteren hierin.
De meeste soorten komen voor in laaggelegen gebieden maar libellen zijn tevens te vinden in hoger gelegen delen en sommige soorten leven in typische bergstreken. Een soort uit het geslacht van de glazenmakers is gevonden op een hoogte van 3700 meter boven zeeniveau in de Pamir.

## Uiterlijke kenmerken

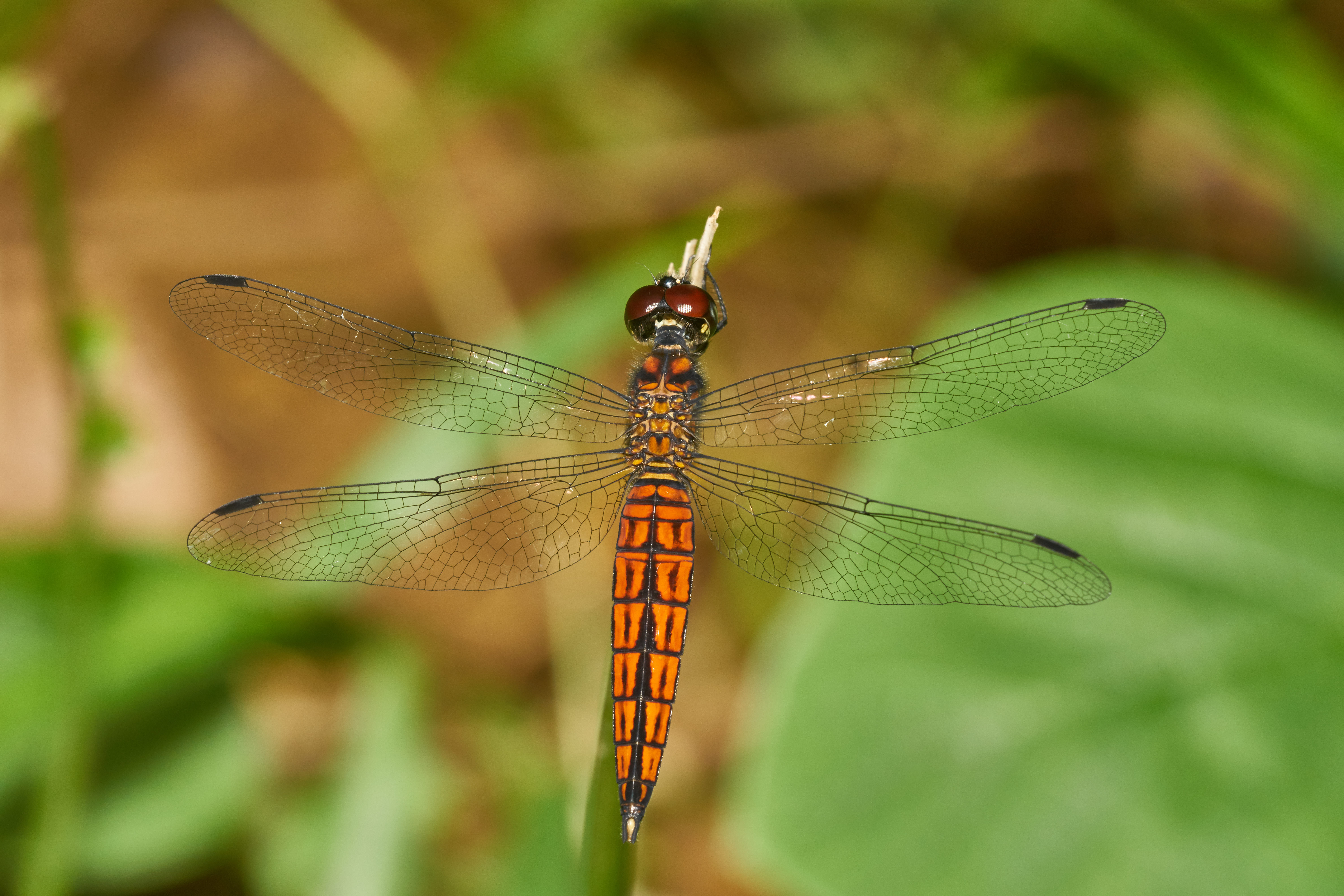
Libellen hebben duidelijk te onderscheiden lichaamsdelen, hier Lyriothemis acigastra uit India.

Echte libellen behoren wat betreft gemiddelde lichaamslengte tot de grootste insecten. De verschillende libellen bereiken in Nederland een lichaamslengte van 29 tot 84 millimeter.
De grootste libel in Nederland en België is de gewone bronlibel (Cordulegaster boltonii), die tot maximaal 8,5 centimeter lang wordt. De grote keizerlibel (Anax imperator) wordt met een lengte van 8,4 cm iets kleiner. De grootste libel wereldwijd is de Australische soort Petalura ingentissima, die tot 12,5 cm lang kan worden. De grootste libel aller tijden is de lang geleden uitgestorven Meganeuropsis permiana. Deze soort bereikte een geschatte vleugelspanwijdte tot 71 centimeter en een lichaamslengte tot 43 cm. Meganeuropsis permiana wordt beschouwd als het grootste insect dat ooit heeft geleefd.
De kleinst bekende libel is Aziatische soort Nannophya pygmaea, die tot maximaal 1,5 centimeter lang wordt en een vleugelspanwijdte bereikt van 2 cm. De kleinste soort in Nederland is de zwarte heidelibel, deze soort wordt 2,9 tot 3,4 cm lang.

### Lichaamskleur
De lichaamskleur van libellen kan zeer sterk variëren. Mannetjes zijn vaak eenvoudig van vrouwtjes te onderscheiden aan hun lichaamskleur. Bij de paardenbijter hebben de mannetjes een zwart achterlijf met blauwe ovale vlekken en gele driehoekige vlekjes. Bij de vrouwtjes is het achterlijf donkerbruin van kleur en komen alleen gele vlekken voor.
De meeste soorten zijn geel tot bruin of grijs, maar ook rode, blauwe, heldergroene en zelfs paarse en roze kleuren komen voor. De kleur van een libel verschilt soms ook binnen een soort, soms zijn zowel groene als blauwe variaties van dezelfde soort bekend. De Nederlandstalige naamgeving schept soms verwarring. De mannetjes van de groene glazenmaker hebben bijvoorbeeld een veel intenser blauwe kleur dan die van de blauwe glazenmaker.
De lichaamskleur van een enkel individu kan veranderen naarmate het dier ouder wordt. Alle libellen hebben een bleke kleur als ze uit de pop kruipen. Al snel kleuren ze om als het lichaam enige tijd aan de buitenlucht is blootgesteld. Bij een aantal soorten is dit niet de uiteindelijke kleur vindt later nog een rijping van de lichaamskleur plaats. Juveniele mannetjes zien er hierdoor uit als vrouwtjes. Dit heeft als voordeel dat jonge mannetjes niet als concurrent worden gezien door hun geslachtsrijpe soortgenoten. Pas als ze volwassen worden krijgen ze hun definitieve kleur. Bij oudere mannetjes krijgt het lichaam een poederachtige substantie op het achterlijf. Deze kleuraanpassing wordt wel 'berijping' genoemd en bestaat uit wasachtige schubjes.
Andersom gaat het eveneens op; oudere vrouwtjes krijgen vaak dezelfde lichaamskleur als een mannetje. Dit dient om de paarlustige en fanatieke mannetjes te weren. Vrouwtjes van de bloedrode heidelibel zijn bijvoorbeeld eerst geel en later bruin van kleur. Een extra moeilijkheid bij het herkennen van soorten of geslachten is het feit dat libellen ook op een gegeven moment van kleur kunnen veranderen, en weer terug. Dit dient om de lichaamstemperatuur stabiel te houden.
De lichaamskleur blijft niet behouden na de dood van het dier, zoals bij veel vlinders en kevers het geval is. Zowel de kleuren van het lichaam zelf als van de ogen vervagen snel na het overlijden. De wasachtige bepoedering raakt gemakkelijk los bij geprepareerde exemplaren.

### Kop

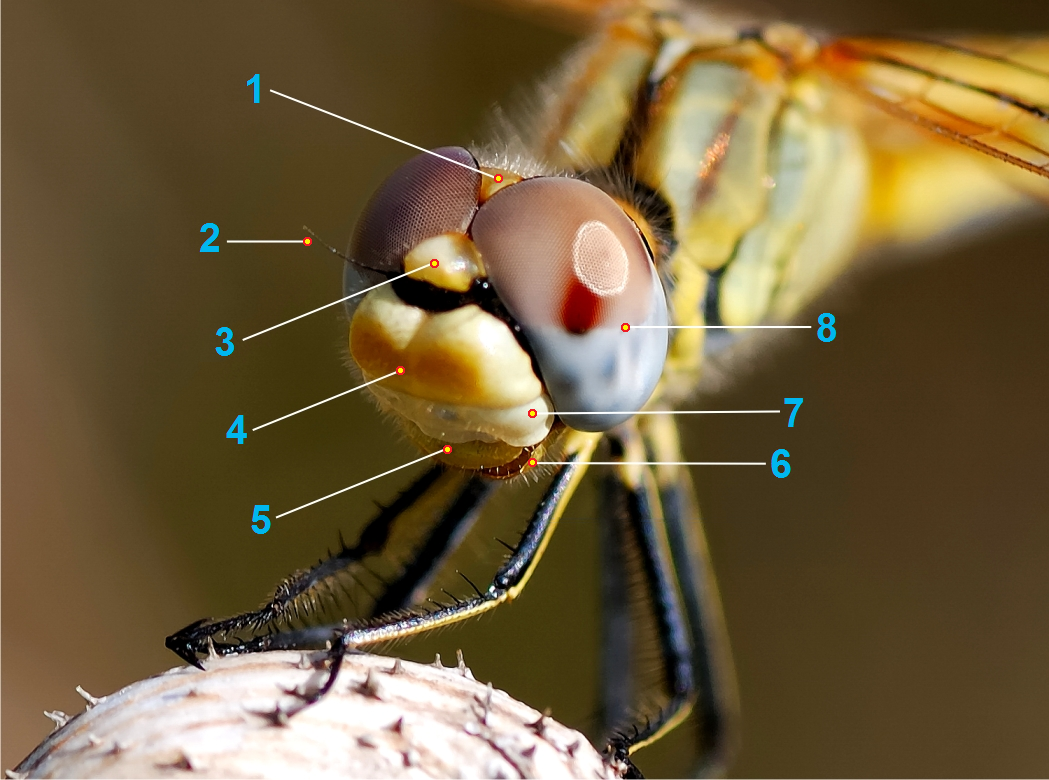
Onderdelen van de kop:

De kop van de libellen wordt ook wel caput genoemd. De kop is van alle andere insecten te onderscheiden door de grote mate van beweeglijkheid, de grote, bijtende monddelen, de zeer kleine en nauwelijks zichtbare antennes en met name de relatief grote ogen. De kleur van de ogen kan variëren van zwart, blauw, groen, geel, rood, bruin, wit of grijsachtig.
Van alle insecten zijn libellen wat betreft zintuiglijke waarneming het meest afhankelijk van hun gezichtsvermogen. Andere insecten maken vaak gebruik van hun antennes, lichaamsbeharing of zintuigen in hun poten om hun omgeving waar te nemen. De antennes van echte libellen zijn echter klein en dun en nauwelijks zichtbaar. Ze zijn filiform of draadvormig en hebben geen duidelijke uitsteeksels of verdikkingen. Vermoed wordt dat ze gebruikt worden om de vliegsnelheid te bepalen, misschien kunnen de antennes ook gebruikt worden om geuren waar te nemen.
Libellen hebben twee ogen die bij alle soorten duidelijk zichtbaar zijn, ze bedekken een groot deel van de kop. De ogen zijn nier- tot boonvormig en raken elkaar in de regel aan de bovenzijde van de kop. Er zijn hierop wel enkele uitzonderingen, voorbeelden zijn de soorten uit de families kroonbladstaartjuffers (Petaluridae) en de rombouten (Gomphidae). Bij deze libellen staan de ogen wel uit elkaar. De ogen zijn opgebouwd uit vele kleine deeloogjes die de ommatidiën worden genoemd. Het aantal ommatidïen kan oplopen tot 30.000 individuele oogjes die samen een rasterbeeld vormen. Soms zijn de oogjes allemaal even groot, maar meestal hebben ze verschillende maten afhankelijk van hun positie. Het bovenste deel van de facetogen dient om ver weg te zien, met het onderste deel worden objecten die zich dicht in de buurt bevinden bekeken. Door het grote aantal oogjes en het relatief grote oogoppervlak heeft een libel een zichthoek van 360 graden.
De kop is voorzien van een aantal verharde platen. Boven op de kop, tussen de ogen, is de achterhoofdsdriehoek (1) gelegen. Boven de ogen is de vertex (3) gelegen, deze plaat is vrij klein in vergelijking met andere groepen van insecten. Op de vertex is aan iedere zijde en aan de onderzijde een enkelvoudig oogje gelegen, de ocellus genaamd. Deze oogjes hebben een ondergeschikte visuele functie vergeleken met de facetogen en kunnen alleen grove lichtverschuivingen waarnemen. In de onderhoeken van de vertex ontspruiten links en rechts een antenne (2). Het 'gezicht' van een libel bestaat uit de frons en de clypeus. Het kopschild of de frons (4) is een grote, koepelvormige plaat aan de voorzijde van de kop. Onder de frons is de clypeus (7) gelegen, en deze is verdeeld in twee delen. Het bovenste deel wordt de postclypeus genoemd en het onderste deel is de anteclypeus. Op de afbeelding rechts zijn deze niet goed zichtbaar. Hieronder is het labrum (5) of de 'bovenlip' te zien. Libellen hebben ook een 'onderlip' of labium, en hiertussen zijn de maxillae (6) of kaken gelegen. De kaken van echte libellen zijn bijtend: ze zijn voorzien van kleine tanden, die het voedsel helpen vermalen.

### Borststuk
C= Coxa
T= Trochanter
F= Femur
Ti= Tibia
Ta= Tarsus

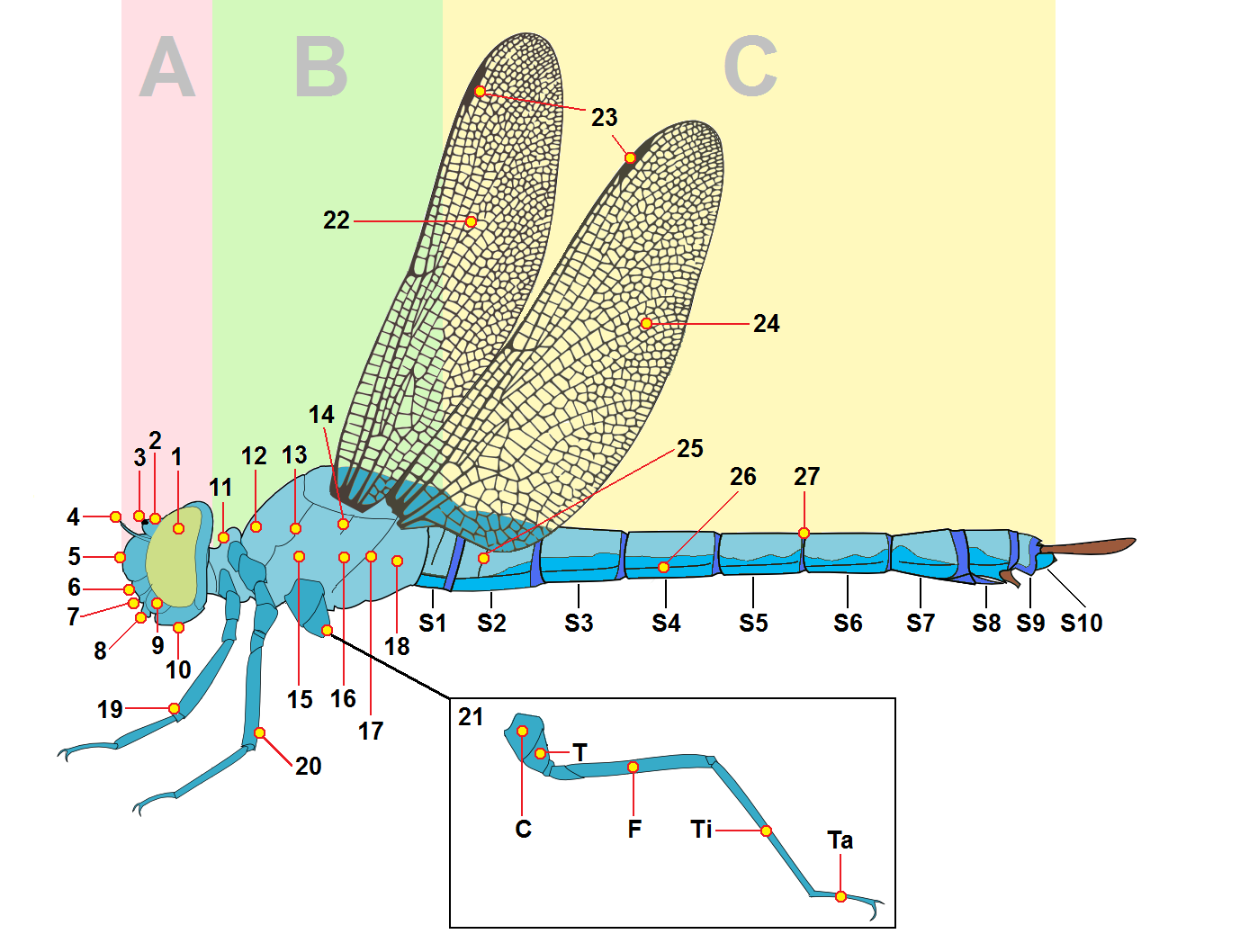
De belangrijkste kenmerken van een libel. De kleuren in deze schematische weergave zijn overdreven. De achterpoot is apart gezet om de verschillende delen beter weer te geven.

Het borststuk van de libellen is wat naar achteren gekanteld, dit dient om de dreun op te vangen van een snel vliegende libel die tegen zijn prooi aanvliegt. De poten zijn naar voren geplaatst en niet naar onderen. Hierdoor kan de libel zijn prooi beter grijpen en naar de mond brengen. Een ander gevolg van het gekantelde borststuk is dat de vleugels wat verder naar achteren gelegen zijn waardoor ze meer naar het zwaartepunt van het lichaam zijn gepositioneerd.
Het borststuk van een libel bestaat net als andere insecten uit drie delen. Aan de onderzijde van ieder deel is een paar poten aanwezig en aan de bovenzijde van de eerste twee borststukdelen ontspruit een vleugelpaar. Het voorste deel wordt de voorborst of prothorax genoemd en draagt alleen het eerste potenpaar aan de onderzijde. De poten aan de prothorax zijn het sterkst ontwikkeld en hebben vergrote haren die dienen als een soort kooitje om buitgemaakte prooidieren vast te houden.
Het middelste deel is de mesothorax en draagt het tweede potenpaar en het eerste paar vleugels; de voorvleugels. Dit paar vleugels is het kleinst en heeft een smalle vleugelbasis. Het achterste deel ten slotte wordt de metathorax genoemd en draagt het derde potenpaar en het tweede paar vleugels; de achtervleugels. De achtervleugels hebben een duidelijk bredere basis in vergelijking met de voorvleugels. Hieraan hebben de echte libellen hun Nederlandstalige naam ongelijkvleugeligen te danken. De mesothorax en de metathorax zijn met elkaar vergroeid en het geheel wordt de synthorax genoemd. De plek waar de twee delen gefuseerd zijn is nog te zien door de aanwezigheid van donkere naden. De naad tussen het eerste en tweede borststukdeel wordt de eerste zijnaadstreep genoemd en de naad tussen het tweede en derde borststukdeel is de tweede zijnaadstreep.
Aan weerszijden van de bovenzijde van het borststuk zijn de schouders of mesepisterna gelegen (enkelvoud: mesepisternum). De schouders zijn met elkaar vergroeid en op het midden is dit te zien door de aanwezigheid van de middennaad (mid-dorsale carina). Soms is op de middennaad een donkere streep aanwezig die de rugstreep wordt genoemd. Aan de onderzijde van de schouders is de schoudernaad of humerale naad gelegen. Deze is soms voorzien een gekleurde streep die met de schoudernaadstreep wordt aangeduid. Op het midden van de schouders is soms een lichte tot donkere gekleurde streep gelegen die de schouderstreep wordt genoemd.
Boven op het borststuk is een plaat aanwezig waarin de vleugels zijn verankerd: het rugschild of de terga. Op het midden van het rugschild is soms een gekleurde streep aanwezig die de rugschildstreep wordt genoemd. Bij sommige soorten zoals de witpuntoeverlibel (Orthetrum albistylum) is op het midden van het rugschild een opvallende lichte rugschildstreep te zien.

#### Poten
De drie paar poten zijn aangepast om prooien te vangen en om zich te hechten aan een oppervlak in rust. De poten zijn veel korter dan de poten van de juffers. De achterste poten zijn het langst, gevolgd door de middelste poten en de voorste poten, die het kortst zijn. De poten zijn bijna altijd zwart van kleur. Bij sommige soorten hebben de poten een afwijkende kleur en deze zijn hieraan vaak direct te herkennen. Voorbeelden daarvan zijn de rombouten, die vlekken en lengtestrepen op de poten hebben. Ook verschillende soorten heidelibellen hebben strepen op de poten die eigen zijn aan de soort.
De poten bestaan net als andere insecten uit een coxa (C), trochanter (T), femur (F), tibia (Ti) en tarsus (Ta). De coxa (heup) en trochanter (dijbeenring) zijn kort, femur (dij) en tibia (scheen) zijn juist vrij lang. Deze twee lange pootdelen dragen meestal twee rijen vergrote stekeltjes die de sporen worden genoemd, één rij aan de voorzijde van de poot en een rij aan de achterzijde. Deze rijen stekels worden tijdens het jagen gebruikt als een vangkorf om prooidieren vast te houden. Bij de mannetjes is een van de stekelrijen aan de voorste poot omgebouwd tot een soort kam, deze haartjes dienen om de ogen te 'borstelen' om vuil te verwijderen en de ogen zo schoon te houden. De tarsus (voet) bestaat uit drie geledingen waarvan de laatste twee kleine klauwtjes draagt. Deze klauwtjes zijn voorzien van scherpe haakjes zodat de poten zich goed kunnen hechten aan de ondergrond.
Libellen gebruiken hun poten zelden om mee te lopen, zoals bij veel andere insecten juist heel gebruikelijk is. Soms worden de poten gebruikt om in planten te klimmen. Als libellen worden verstoord rennen ze nooit snel weg maar vliegen altijd op. De poten dienen in hoofdzaak om prooien te vangen en om zich te ankeren in rustpositie.

#### Vleugels

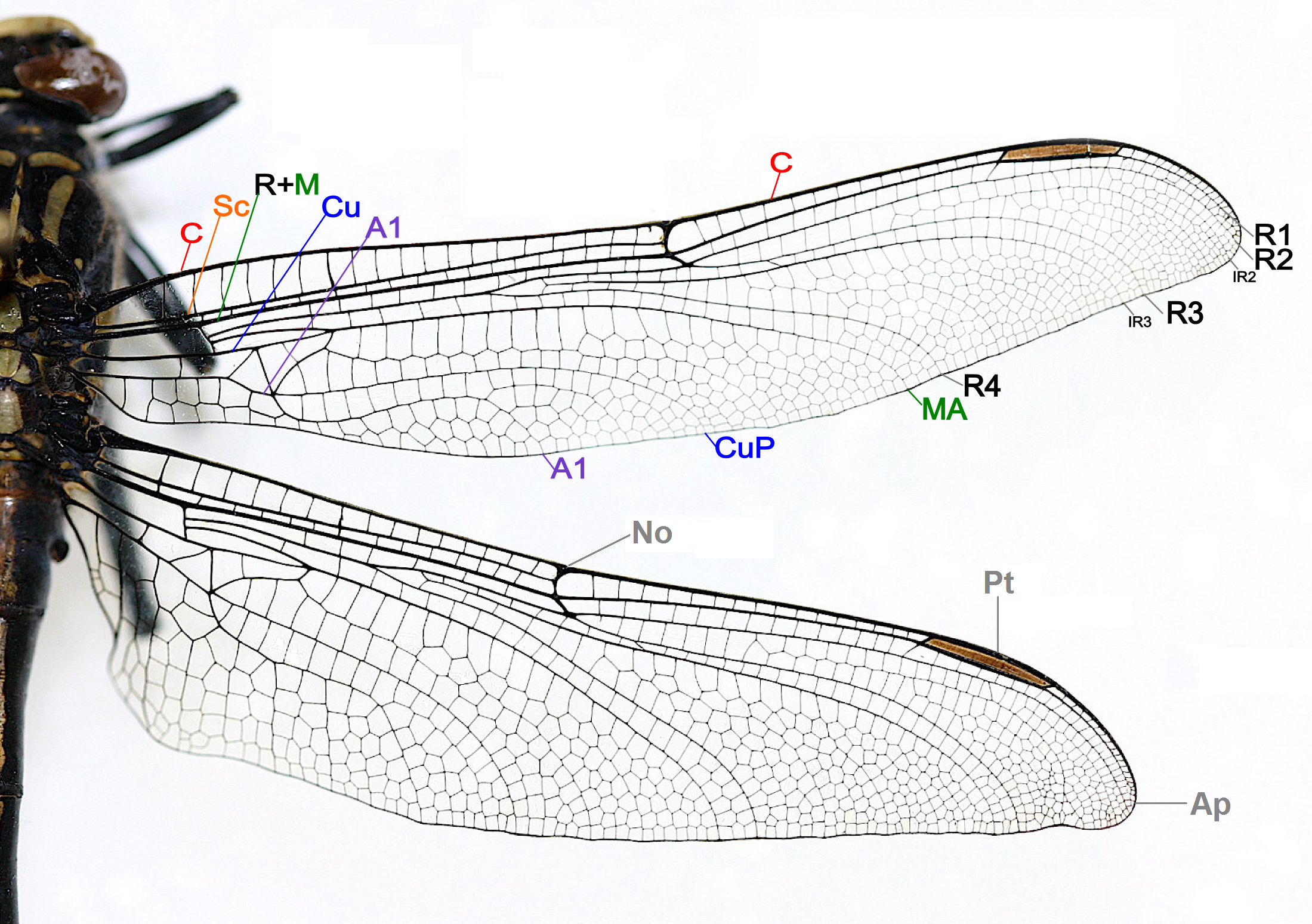
Adering en onderdelen van de vleugels van een onbekende soort rombout.

De vleugels zijn aan het lichaam gehecht op het midden van het borststuk, op het rugschild of de terga. Bij de echte libellen zijn de achtervleugels breder dan de voorvleugels, weerspiegeld in de naam Anisoptera (ongelijkvleugeligen). De voor- en achtervleugels zijn bij de juffers gelijk, wat ook de betekenis van de naam Zygoptera is. Ook de rustpositie is anders; juffers vouwen deze tegen elkaar achter het lichaam, echte libellen spreiden de vleugels in rust. De vleugels van libellen kunnen -in tegenstelling tot de meeste insecten- niet worden opgevouwen. De vleugels bestaan uit een vliezige matrix welke dooraderd is met complexe aderstructuren die door dwarsverbindingen cellen vormen. Zowel de posities van de aderen als de vorm van sommige vleugelcellen zijn soortspecifiek en hierdoor een belangrijke determinatiesleutel. Op de afbeelding rechts zijn de verschillende vleugeldelen weergegeven. De kleuren corresponderen met de onderstaande tekst.
De costa (C) – is de eerste vleugelader, gezien vanaf de voorzijde. De subcosta (Sc) is de tweede vleugelader. De subcosta is onvertakt en komt samen met de costa aan de nodus. De radius en media (R+M) zijn de derde respectievelijk vierde vleugelader en zijn tevens de dikste. Deze aderen zijn vertakt in R1 t/m R4, die tot de vleugelrand lopen. IR2 en IR3 zijn tussenaders achter resp. R2 en R3. De media anterior (MA) bereikt eveneens de vleugelrand. De cubitus (Cu) is de vijfde vleugelader, de cubitus posterior (CuP) is niet vertakt en bereikt de vleugelrand. De anale aderen (A1) zijn de onvertakte aderen achter de cubitus. De anaalader aan de achtervleugel verschilt bij sommige libellen per sekse. Bij onder andere de glanslibellen heeft de anaalader een scherpe hoek ten opzichte van de vleugelbasis terwijl de vrouwtjes een duidelijk ronde achterrand van de achterste vleugel hebben.
Op ongeveer het midden van de voorzijde van de vleugelrand is een duidelijke kromming van de vleugel te zien, vergezeld van een duidelijk verdikte en kromme ader, de (No). Dit deel van de vleugel wordt de knik of knoop genoemd. Tijdens het vliegen kan de vleugel bij de knoop iets gebogen worden om bij te sturen. Aan de van het lichaam afgelegen voorste deel van de veugelrand is een donkere langwerpige vleugelcel gelegen; het pterostigma (Pt). Deze cel is zwaarder dan de overige vleugelcellen en dient als een soort ballastloodje om de vleugels te stabiliseren tijdens de vlucht. Het pterostigma is meestal zwart van kleur maar kan ook rood tot geel zijn of juist ongekleurd. De punt van iedere vleugel wordt de apex (Ap) genoemd.

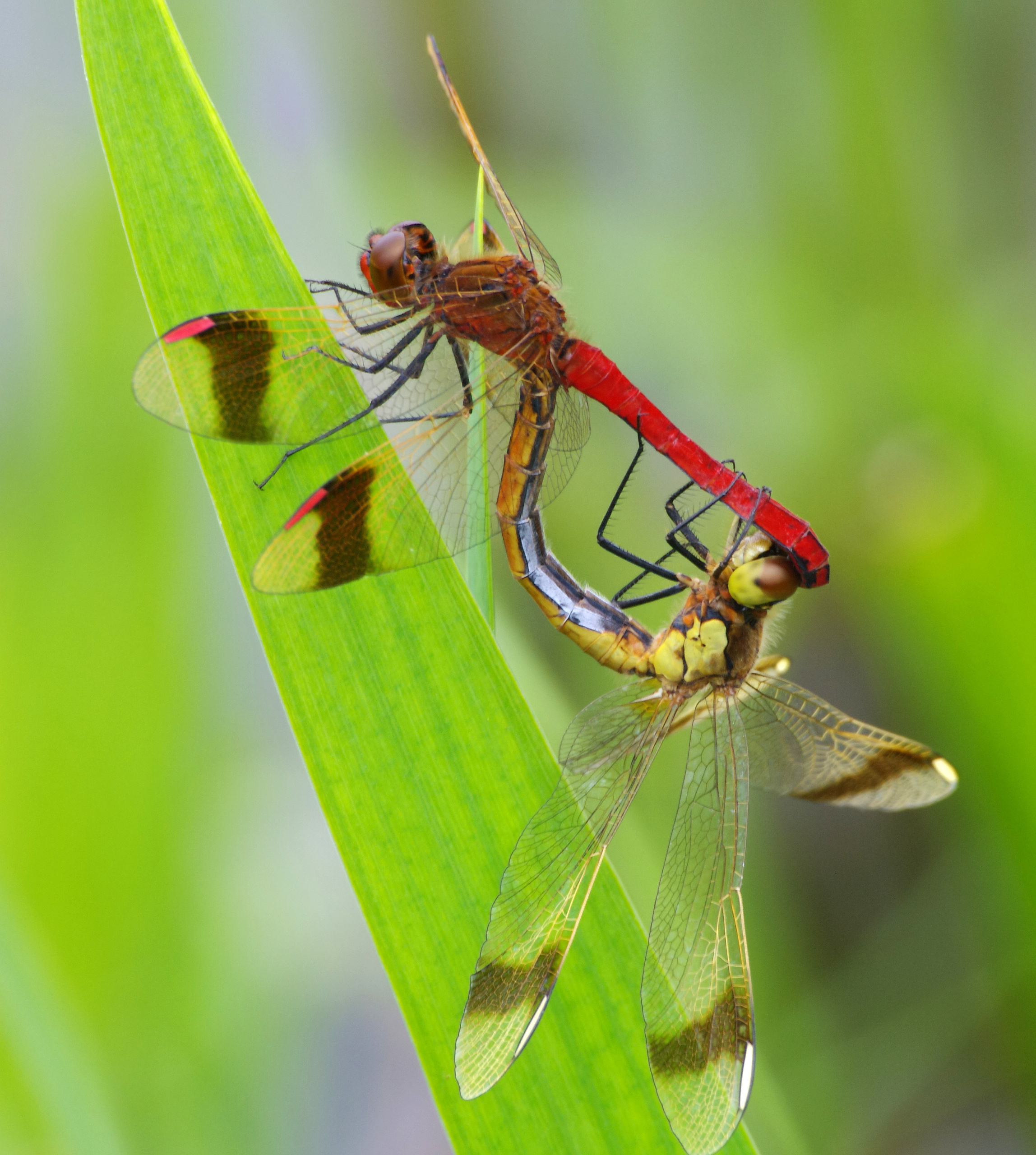
Bandheidelibellen hebben een donkere band op de vleugel, het mannetje (boven) heeft rode pterostigma's, die van een vrouwtje (onder) zijn wit.

Echte libellen zijn ware vliegkunstenaars, meer dan juffers. Dankzij de grote en krachtige sterke vleugelspieren in het borststuk zijn libellen zeer snelle en behendige vliegers. Libellen kunnen snel op- en neer bewegen, naar voren en naar achter en naar boven en onder. Ze kunnen hun snelheid snel opvoeren of juist snel minderen en in de lucht blijven hangen zoals ook van zweefvliegen bekend is. Libellen kunnen snelle, haarspeldachtige bochten maken, zowel op de normale kruissnelheid als op volle snelheid. Libellen zijn ten slotte in staat om achteruit vliegen, dit vermogen is slechts van weinig andere insecten bekend.
De vleugels bewegen onafhankelijk van elkaar en zijn niet aan elkaar gekoppeld, zoals bij veel vlinders en wespachtigen wel het geval is. De vleugelspieren in het borststuk zijn direct verbonden met de vleugels, in tegenstelling tot wat het geval is bij veel andere insecten. Dit vergroot de efficiëntie van het vliegapparaat aanzienlijk. De vleugels bewegen op en neer met een relatief langzame frequentie van twintig tot veertig keer per seconde. Ter vergelijking: een honingbij bereikt ongeveer 250 slagen per seconde en een fruitvliegje ongeveer 300, terwijl beide soorten relatief slechte vliegers zijn in vergelijking met libellen. Libellen kunnen zich op korte afstand verplaatsen met een snelheid van ongeveer 10 tot 15 meter per seconde, dit is ongeveer 50 kilometer per uur.
Dit komt neer op ongeveer 100 keer de eigen lichaamslengte per seconde. Normaal gesproken wordt met een snelheid van ongeveer zeven meter per seconde gevlogen ofwel ongeveer 25 kilometer per uur. Libellen kunnen tijdens het vliegen een g-kracht op hun lichaam weerstaan van 4 g. Tijdens het maken van bochten worden ze blootgesteld aan een kracht tot 9 g.
De vleugels zijn meestal ongevlekt, maar soms komen donkere tot zwarte vleugelvlekken voor. Deze zijn gepositioneerd op de achtervleugel of op zowel de voor- als achtervleugel. De bandheidelibel (Sympetrum pedemontanum) bijvoorbeeld heeft aan het einde van iedere vleugel een donkere dwarsband waaraan de soort is te herkennen. Soms zijn beide vleugels deels gekleurd, zoals rood of geel. Bij sommige soorten zijn een deel van de vleugelcellen soms bont gekleurd met blauwe tot rode half doorzichtige vlekken of weerschijnende kleuren, zoals bij vlinders wel bekend is.
Aan de basis van alle vleugels bevindt zich een langwerpig membraan dat soms gekleurd is, dit wordt het membranula genoemd. Rond de membranula is soms een verkleuring op de vleugel aanwezig, dit wordt de basisvlek genoemd.

### Achterlijf

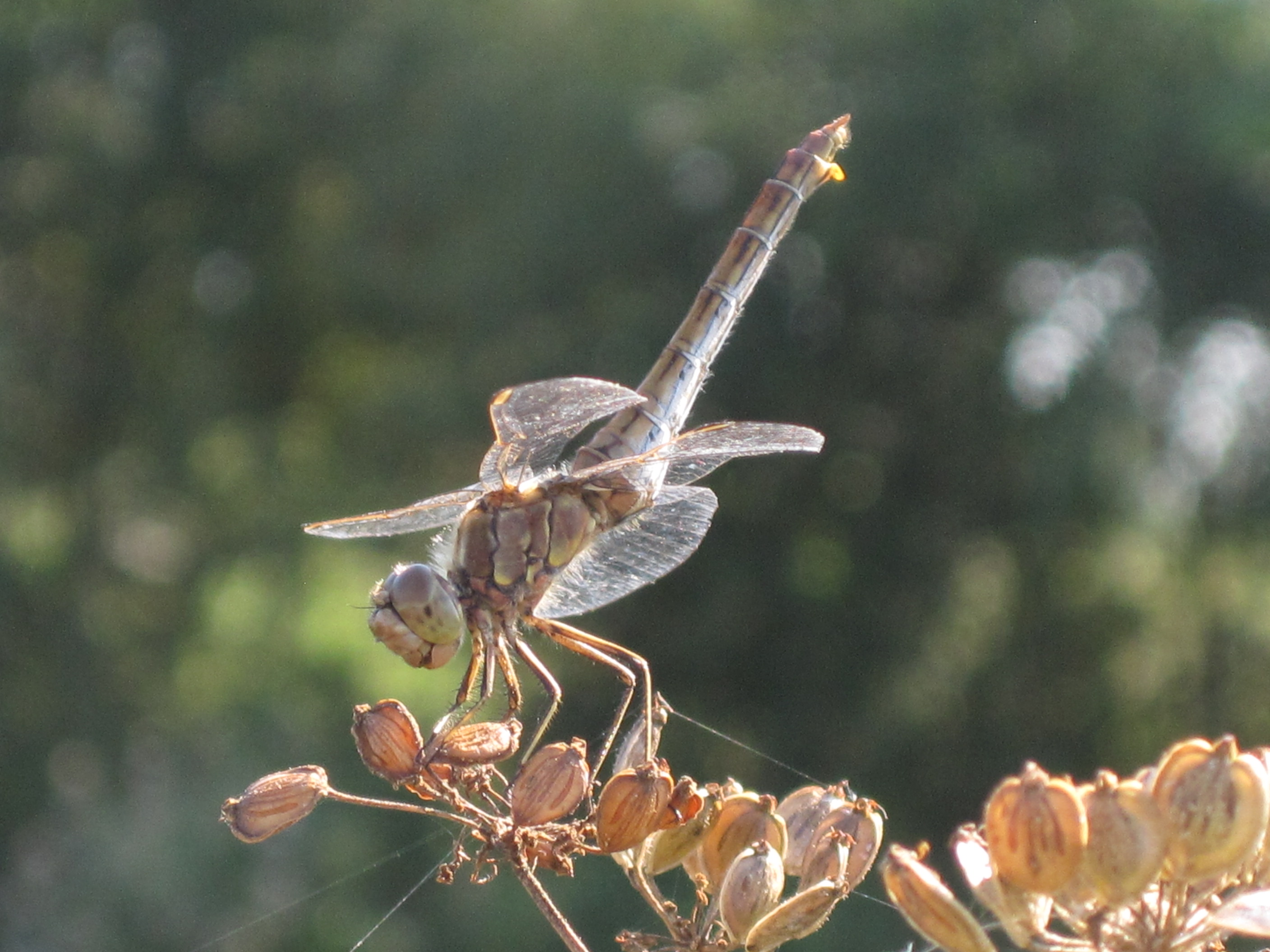
Obeliskhouding van de steenrode heidelibel (Sympetrum vulgatum).

Het achterlijf is sterk langwerpig van vorm en is geheel aangepast op de vliegende levenswijze. In het achterlijf zijn ook de belangrijkste organen gelegen, zoals de voortplantingsorganen en het spijsverteringsstelsel. Het achterlijf heeft vaak opvallende kleuren en patronen. De verschillende soorten libellen - maar ook mannetjes en vrouwtjes binnen een soort- zijn vaak te herkennen aan de vorm en kleur en eventuele patronen op het achterlijf. Het achterlijf kan een recht uiteinde hebben, een afgerond of juist een puntig einde. De kleuren lopen uiteen van geel tot groen, oranje, paars, rood en bruin. Het achterlijf kan egaal van kleur zijn -met of zonder een donkere punt-, dwars of in de lengte gestreept, of gevlekt.
Het achterlijf bestaat altijd uit tien segmenten, tussen het borststuk en achterlijf is nooit een insnoering aanwezig als bij andere groepen van insecten. Het eerste segment wordt aangeduid met S1, het tweede met S2, enzovoorts. Het achterlijf bevat de ademopeningen en -buisjes (tracheeën), die het lichaam van zuurstof voorzien. Vooral de achterlijfssegmenten drie tot en met zeven zijn duidelijk langer dan de overige segmenten. Het tweede en derde segment zijn verbreed. De soorten uit de familie rombouten hebben vaak een verdikt achterlijfsuiteinde, van de segmenten 7 tot 9. Bij de soort Sinictinogomphus clavatus zijn twee vlagachtige lateraal afgeplatte platte structuren aanwezig op het achtste achterlijfssegment. Deze structuur valt op door de zwarte en gele kleuren en is zowel bij mannetjes als vrouwtjes aanwezig.
As het te warm wordt, kan het achterlijf in een opgerichte stand worden gehouden zodat er minder zonnestraling op valt. Hierdoor warmt de libel minder snel op om oververhitting te voorkomen. Deze lichaamshouding wordt de obeliskhouding genoemd en doet enigszins denken aan de handstand.

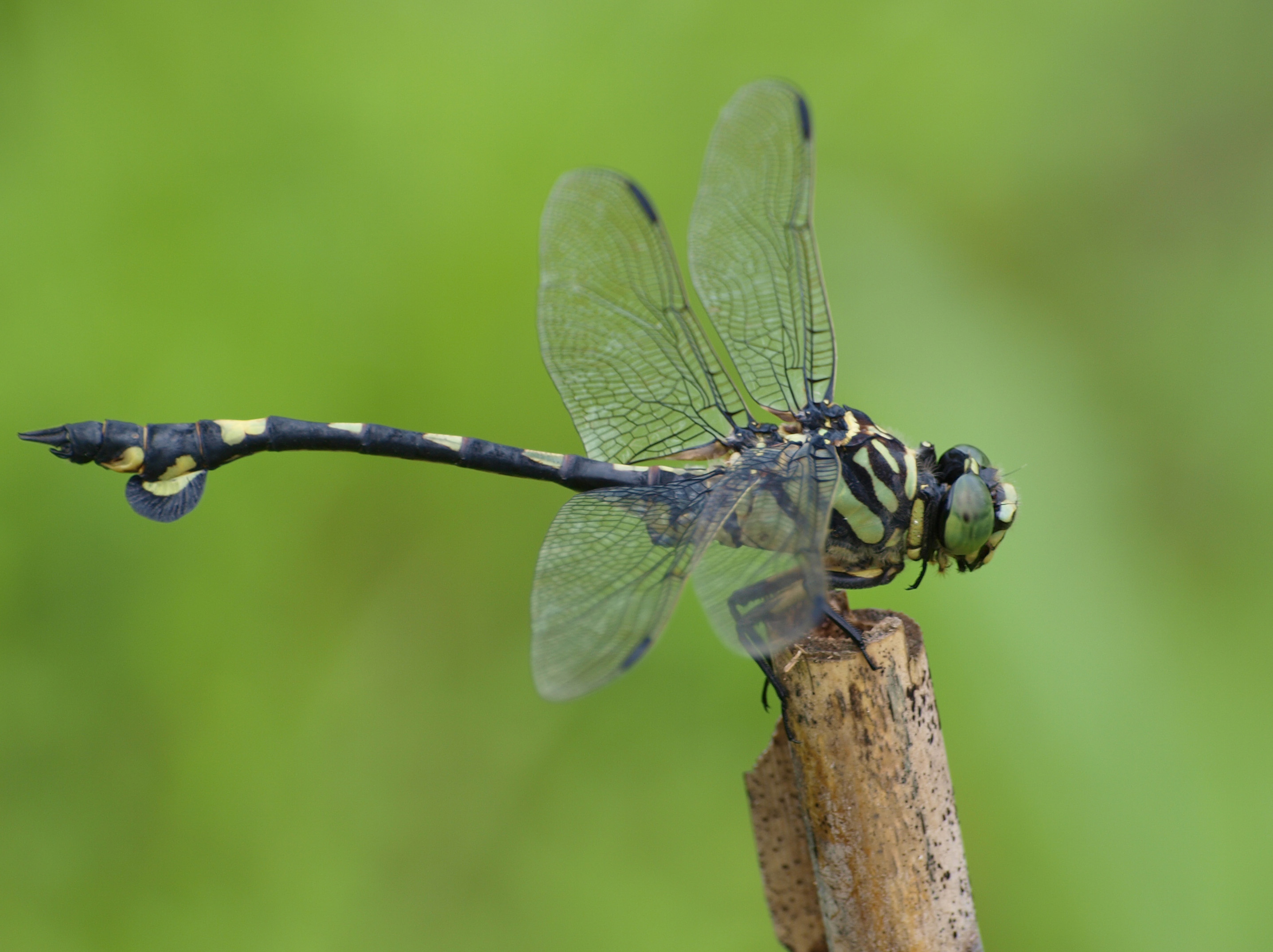
Sinictinogomphus clavatus

Op het tweede achterlijfssegment (S2) zijn bij veel libellen kleine flapjes aanwezig die de 'oortjes' worden genoemd. Aan de onderzijde van het tweede en derde achterlijfssegment is bij de mannetjes een secundair geslachtsorgaan aanwezig, dat eruitziet als een klein uitsteeksel. Secundaire geslachtsorganen komen bijna nooit voor bij de insecten. De primaire geslachtsorganen -de genitale opening- zijn bij de mannetjes gelegen aan het een-na-laatste segment; achterlijfssegment S9. Het sperma wordt van de genitaalopening aan de achterzijde van het achterlijf naar de secundaire geslachtsopening aan segment 2 gevoerd waar het later zal worden opgenomen door het vrouwtje.
De geslachtsopening van de vrouwtjes is aan de onderzijde van S8 en S9 gepositioneerd. Het laatste achterlijfssegment van de vrouwtjes draagt het eilegapparaat. De vrouwtjes van glazenmakers en bronlibellen hebben een sterk vergroot eilegapparaat zodat ze de eieren in planten respectievelijk in de bodem kunnen 'injecteren'. Soorten uit de families glanslibellen, korenbouten en rombouten laten de eitjes simpelweg in het water vallen en hebben een eenvoudige structuur die bestaat uit een legbuis.
Libellen hebben één paar achterlijfsaanhangsels, deze worden de cerci genoemd (enkelvoud cercus). Bij mannetjes zijn ze vaak breder dan de vrouwtjes, zoals duidelijk te zien is bij de glazenmakers. Bij de korenbouten zijn de cerci ongeveer even lang, maar staan ze bij de vrouwtjes duidelijk uit elkaar terwijl die van mannetjes naast elkaar gelegen zijn. Onder de cerci is een enkel aanhangsel aanwezig; het onderste achterlijfsaanhangsel of epiproct. Dit orgaan dient om het lichaam te hechten aan een partner tijdens de paring. De achterlijfsaanhangsels hebben soms een afwijkende kleur. Een voorbeeld is de witpuntoeverlibel die witte aanhangsels heeft en hieraan is te herkennen.

### Onderscheid met andere groepen

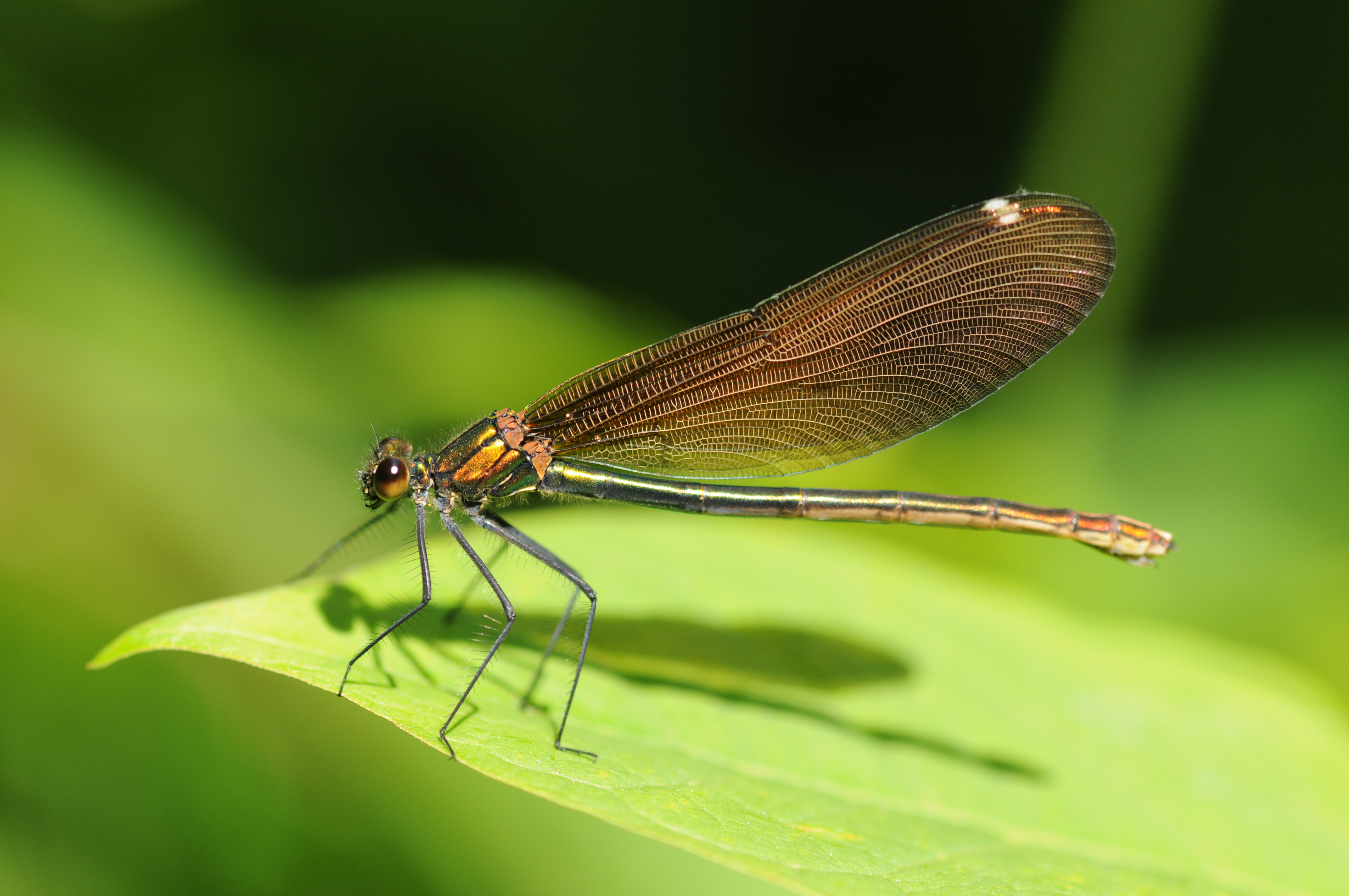
Juffers hebben een rankere lichaamsbouw en vouwen de vleugels achter de rug.
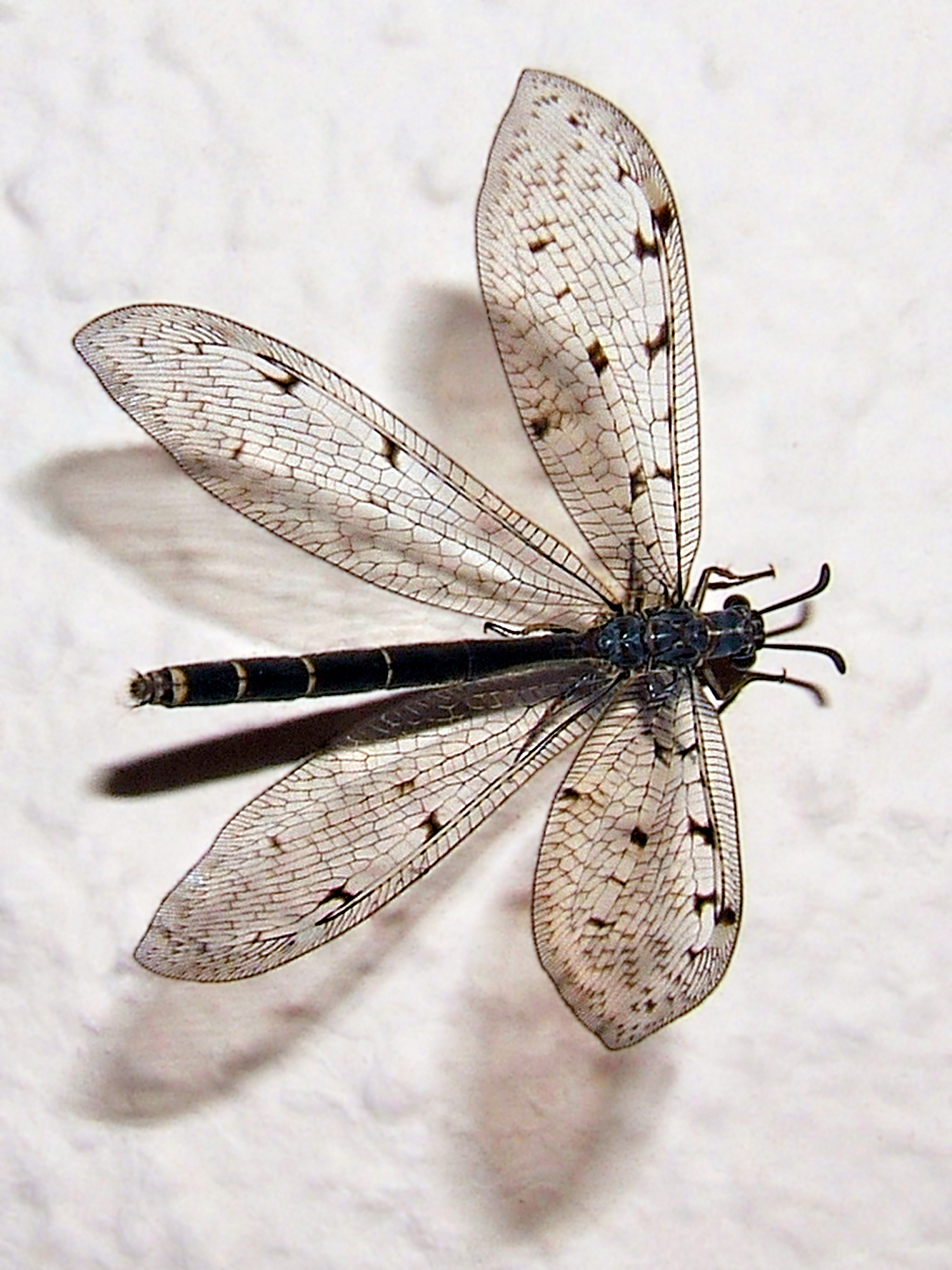
Een mierenleeuw, hier de gevlekte mierenleeuw.
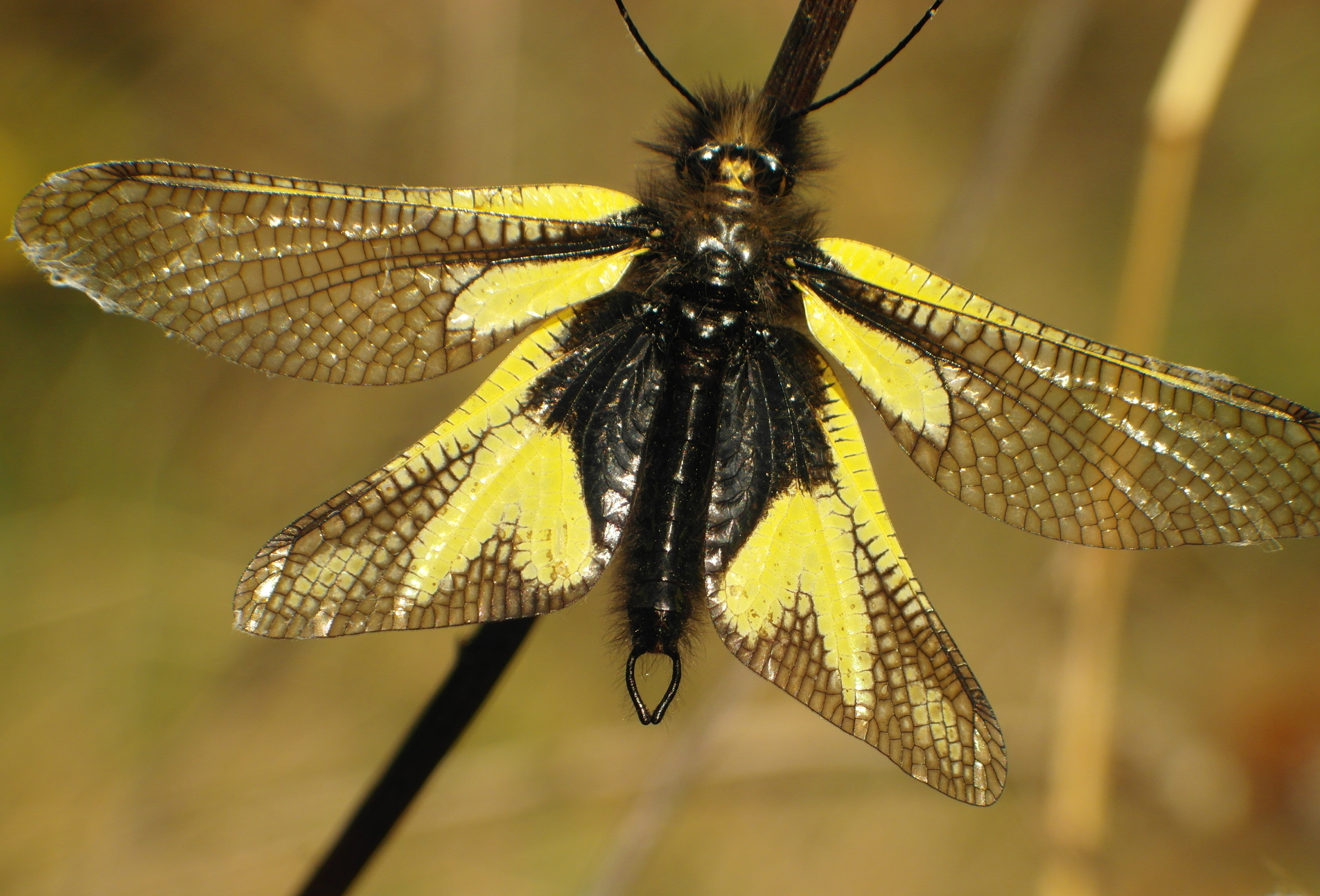
Een vlinderhaft, afgebeeld is de gewone vlinderhaft.
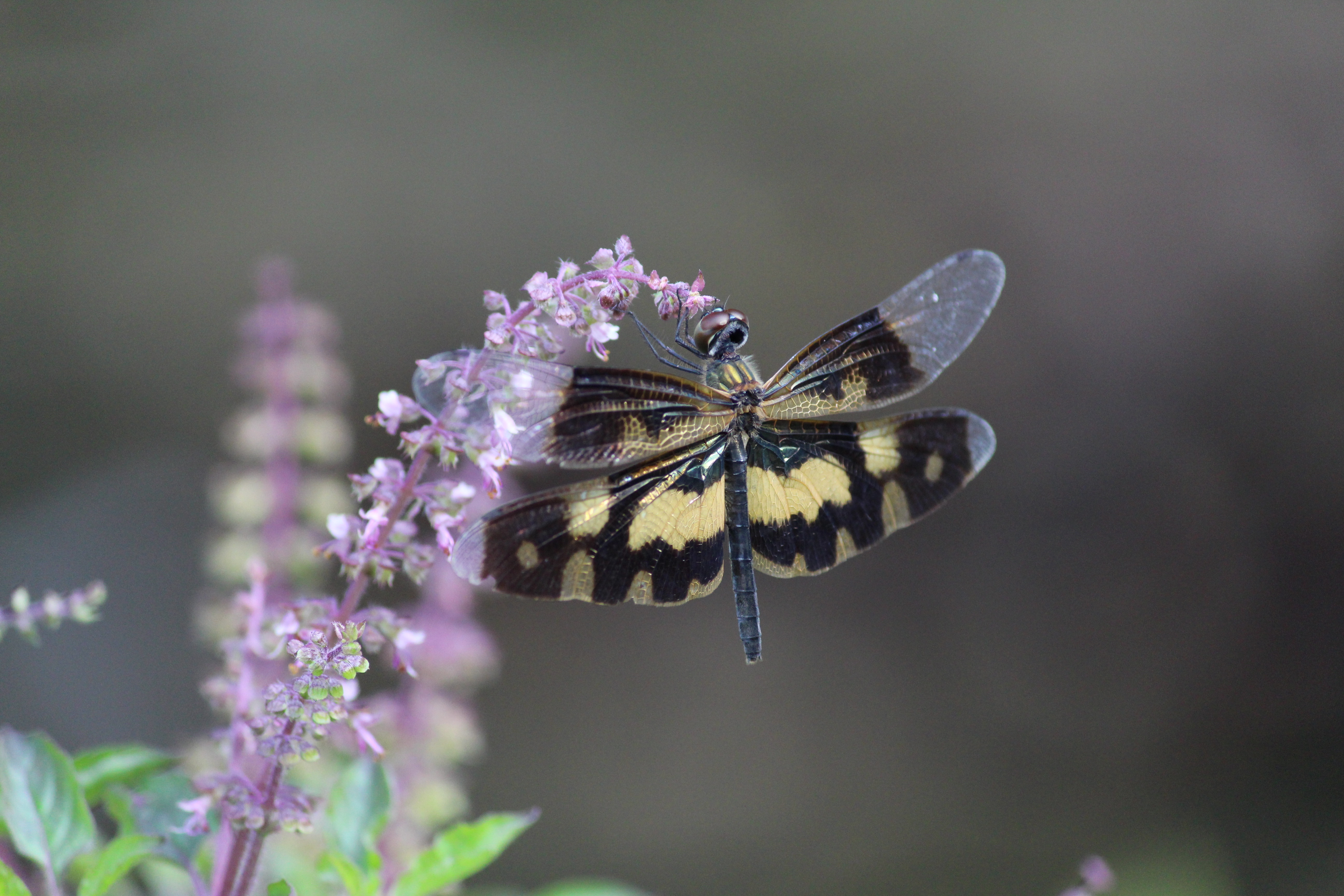
Rhyothemis variegata is een echte libel, maar lijkt op een vlinderhaft.

Libellen zijn voornamelijk te verwarren met de vlinderhaften, die ook wel 'bastaardlibellen' worden genoemd. Beide groepen zijn niet aan elkaar verwant, maar hebben wel een gelijkende lichaamsbouw. De belangrijkste verschillen zijn in de eerste plaats de relatief zeer lange antennes van de vlinderhaften, die eindigen in een duidelijke verdikking. Daarnaast hebben vlinderhaften een fladderige en onregelmatige vlucht en zijn niet zulke goede vliegers. In rust worden de vleugels boven het achterlijf gevouwen en niet gespreid.
Ook is er enige gelijkenis met mierenleeuwen, deze groep van insecten heeft echter zeer lange antennes. Daarnaast is verwarring alleen mogelijk bij vliegende exemplaren, aangezien ze in rust de vleugels boven het achterlijf houden, en niet gespreid zoals echte libellen.
Juffers zijn fijner gebouwd en ranker; het achterlijf is altijd rond en dun, bij echte libellen is het achterlijf dikker en soms plat. Ook de grootte en positie van de ogen verschilt. Die van libellen zijn veel groter en raken elkaar aan de bovenzijde. De ogen van juffers zijn relatief kleiner en staan duidelijk uit elkaar. Een uitzondering zij de vertegenwoordigers van de rombouten. Deze echte libellen hebben altijd ogen die elkaar niet raken. De afstand tussen de ogen is altijd kleiner dan de diameter van het oog, in tegenstelling tot de juffers. De kop van echte libellen is nooit breder dan het borststuk, ook hierin verschillen ze van de juffers die altijd een bredere kop hebben.

## Voedsel, vijanden en parasieten

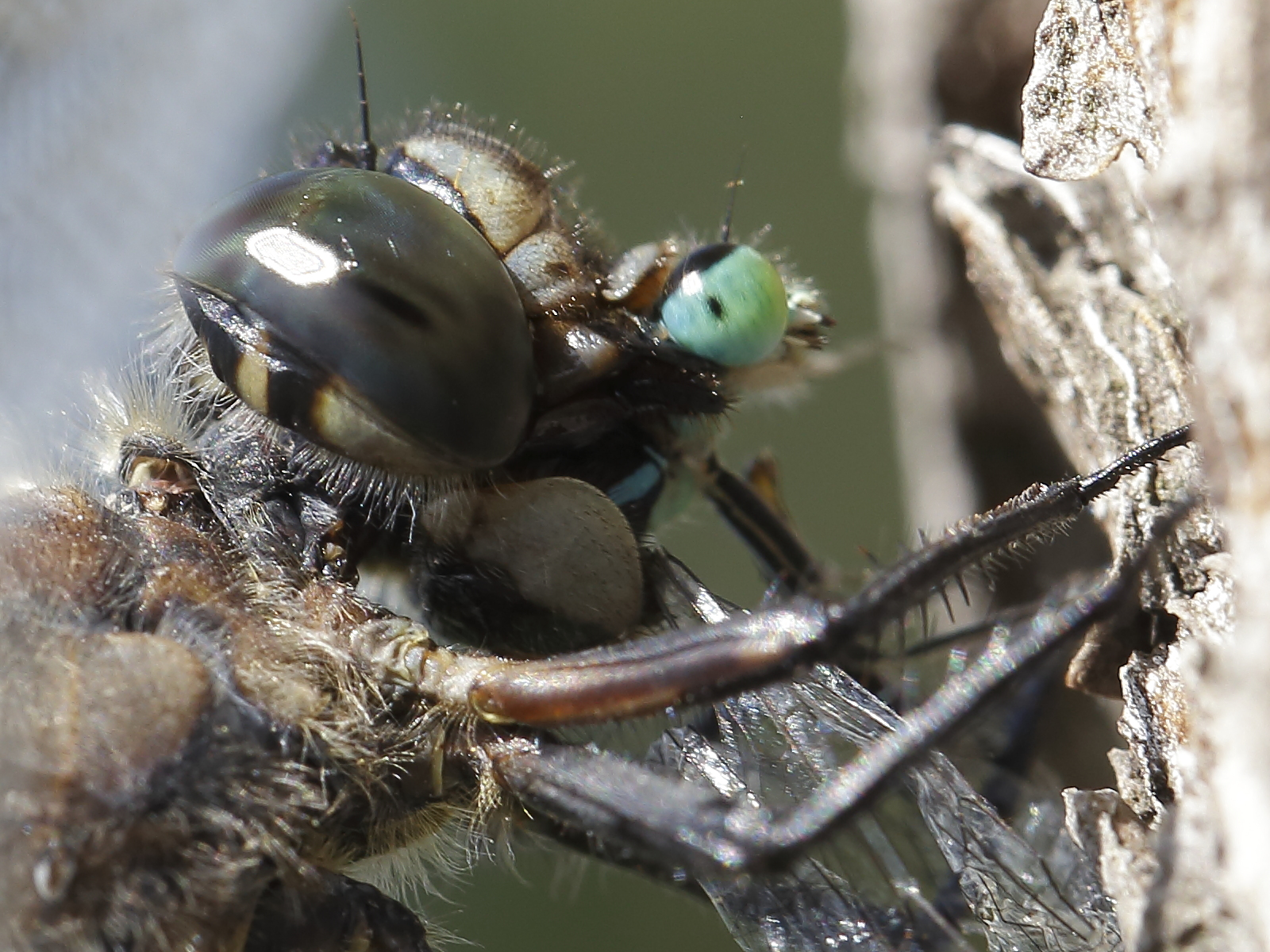
Een echte libel eet een juffer.

De larven leven van kleine waterdiertjes, voornamelijk wormen en waterinsecten zoals keverlarven en muggenlarven. Daarnaast worden kleine gewervelde dieren gegrepen zoals kleine visjes en kikkervisjes. Het voedsel wordt buitgemaakt met het aangepaste labium (de onderlip). Deze is omgevormd tot een vangmasker, dat snel naar voren kan worden geklapt. Aan het uiteinde zijn twee kaken aanwezig die de prooi doorboren. Buitgemaakte prooidieren worden leeggezogen.
De larven zijn vaak 's nachts actief en liggen stil op de loer in waterplanten of de bodem. Sommige soorten, zoals larven van de rombouten, hebben een sterk afgeplat lichaam en brede, schep-achtige poten. Ze kunnen zich hiermee snel ingraven in de bodem. Soorten die in water leven waar veel vis voorkomt hebben larven met scherpe achterlijfsaanhangsels in plaats van vlezige uitsteeksels. Dit dient om aanvallen van vissen af te weren.
De volwassen libellen jagen op alles wat ze te pakken kunnen krijgen. Soms worden andere libellen gegrepen, ook de larven zijn kannibalistisch. Meestal worden vliegen, muggen en andere vliegende insecten gegrepen zoals kevers en vlinders. Het zijn opportunistische jagers die soms in groepen jagen op zwermende insecten. Voorbeelden van dergelijke jachtpartijen zijn de bruidsvluchten van mieren en termieten en andere insecten die in grote hoeveelheden kunnen voorkomen zoals eendagsvliegen, schietmotten en zwermende muggen zoals knutten. Bij het jagen worden de voorpoten -die voorzien zijn van borstelige haren- gebruikt als een soort vangkooitje.

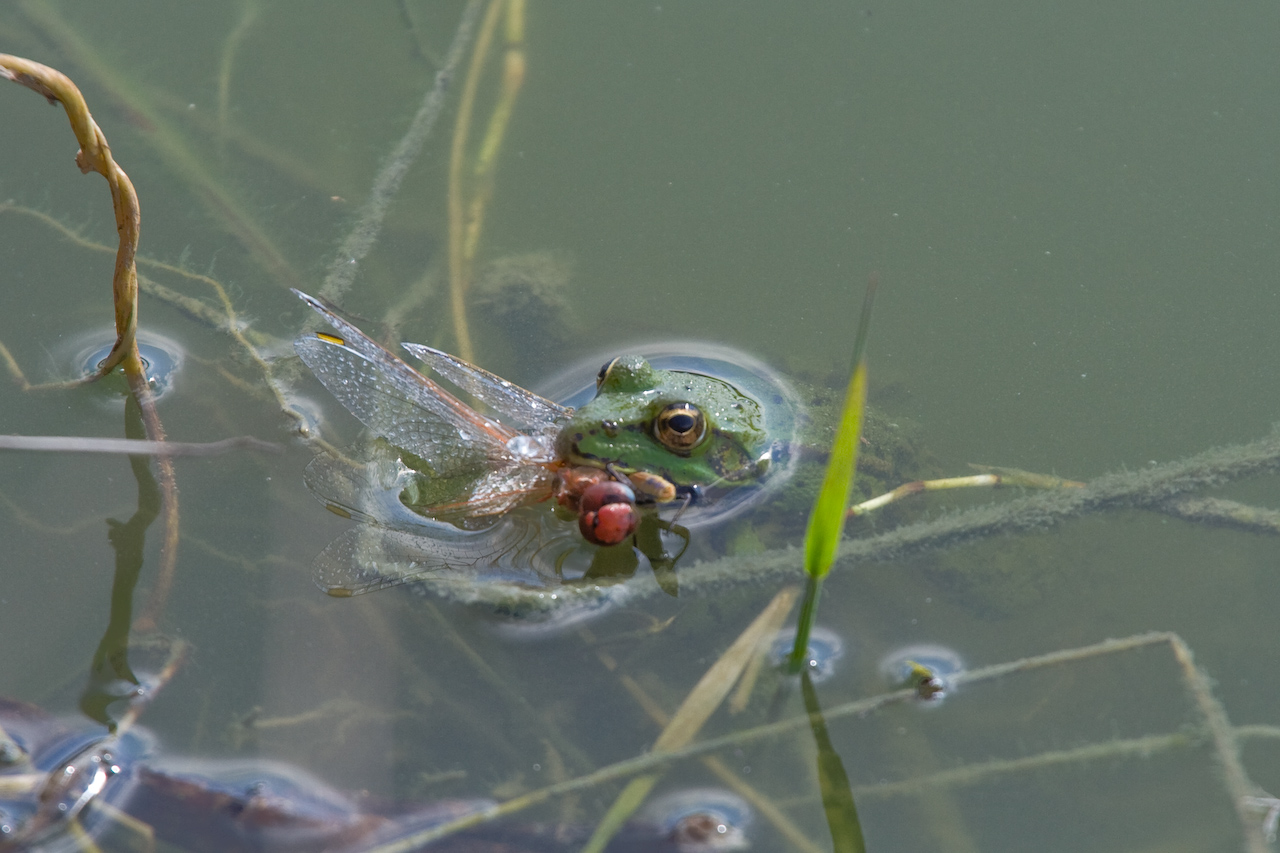
Een groene kikker met een buitgemaakte libel.
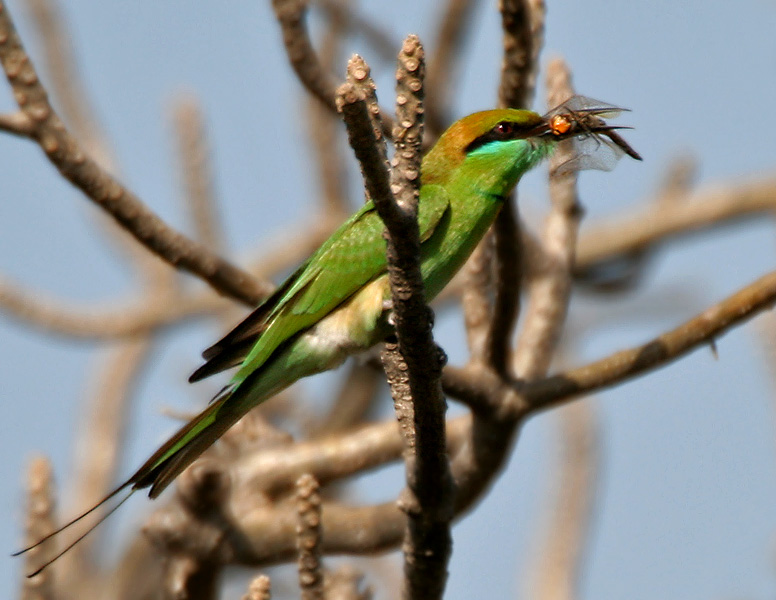
Een kleine groene bijeneter eet een libel.
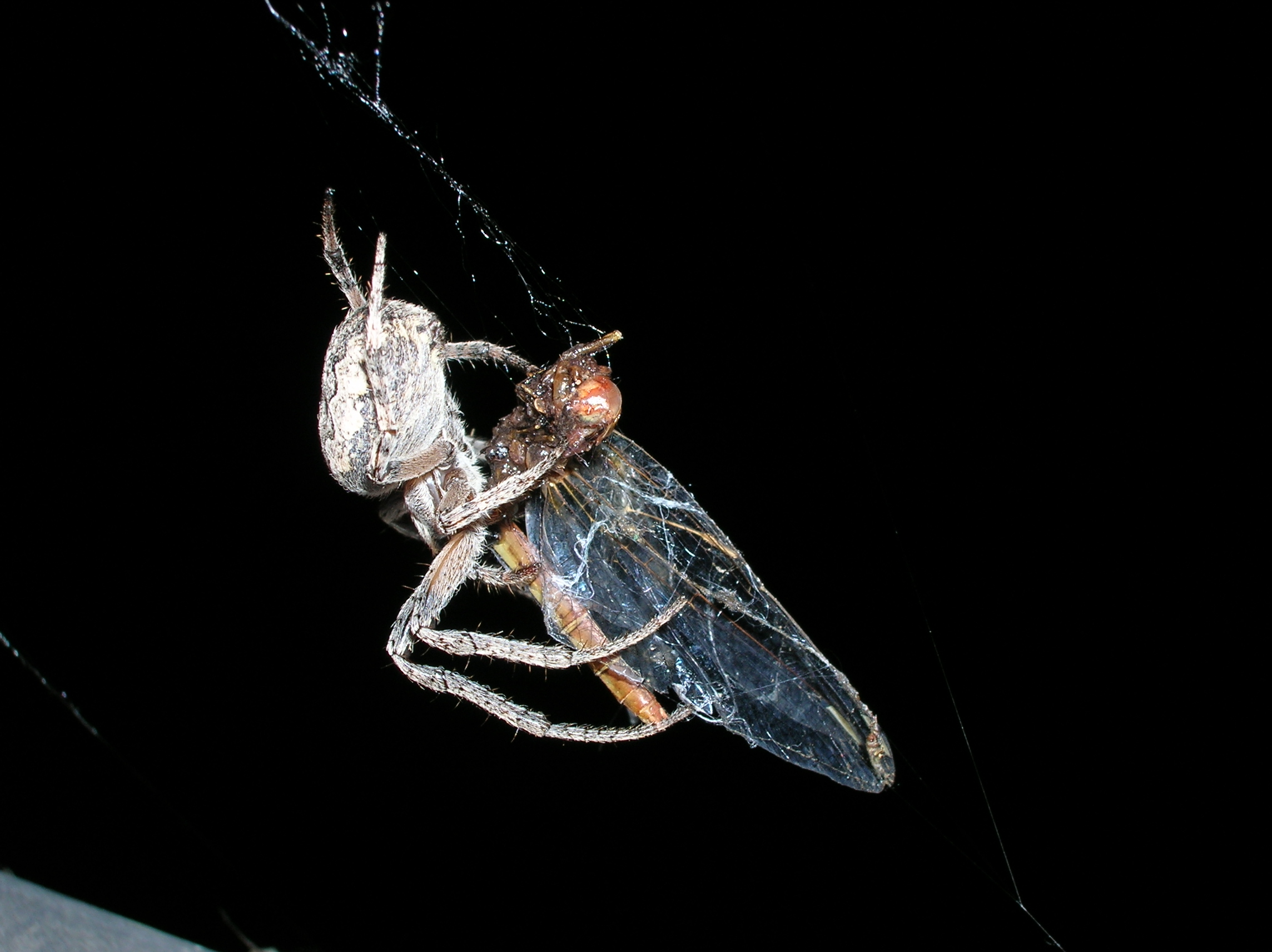
Een kruisspin met een gevangen libel.
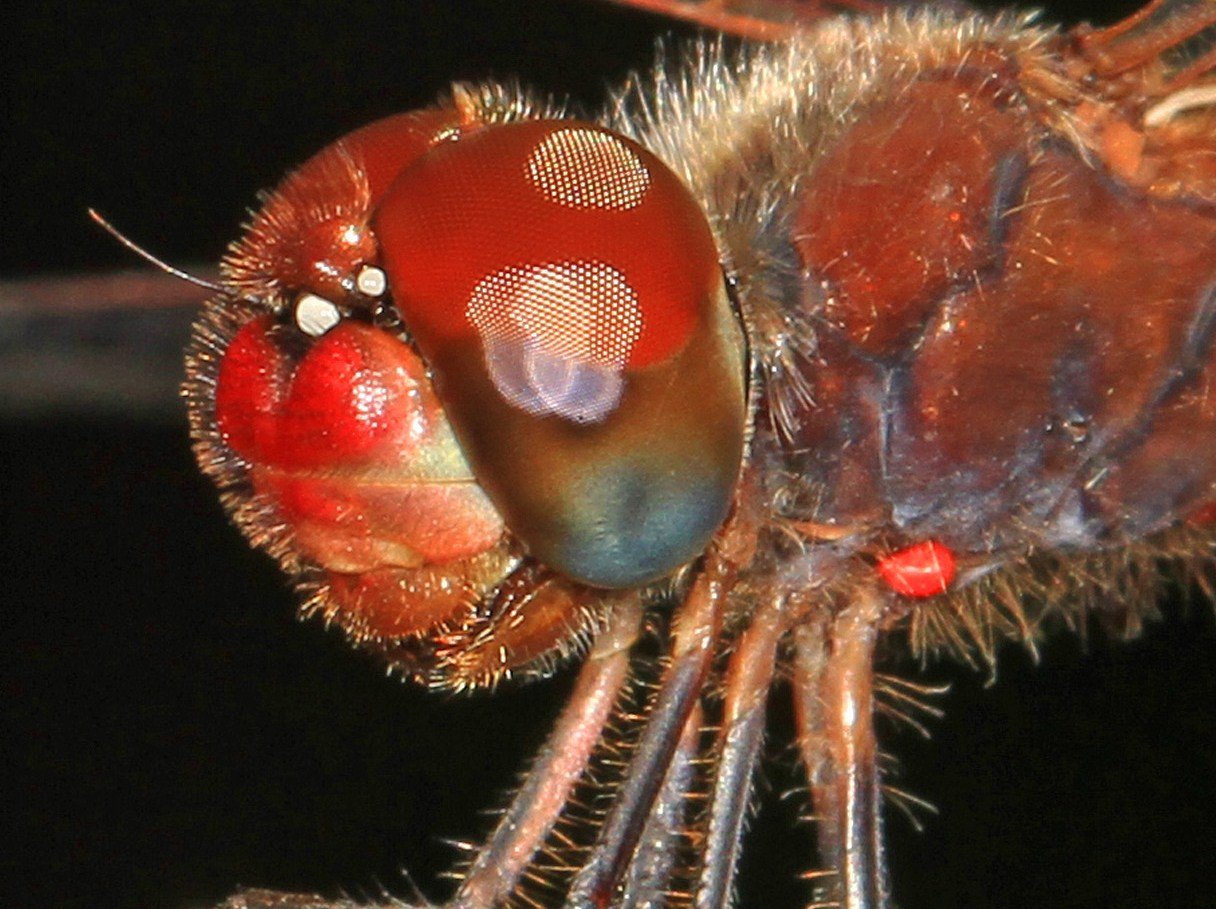
Celithemis amanda met een rode bloedmijt (rechts).

De larven worden gegeten door grotere rovende vissen, verschillende soorten vogels, kikkers en spitsmuizen. Vooral als de larve het land betreedt om uit te sluipen ('verpoppen') is deze erg kwetsbaar voor aanvallen van vijanden.

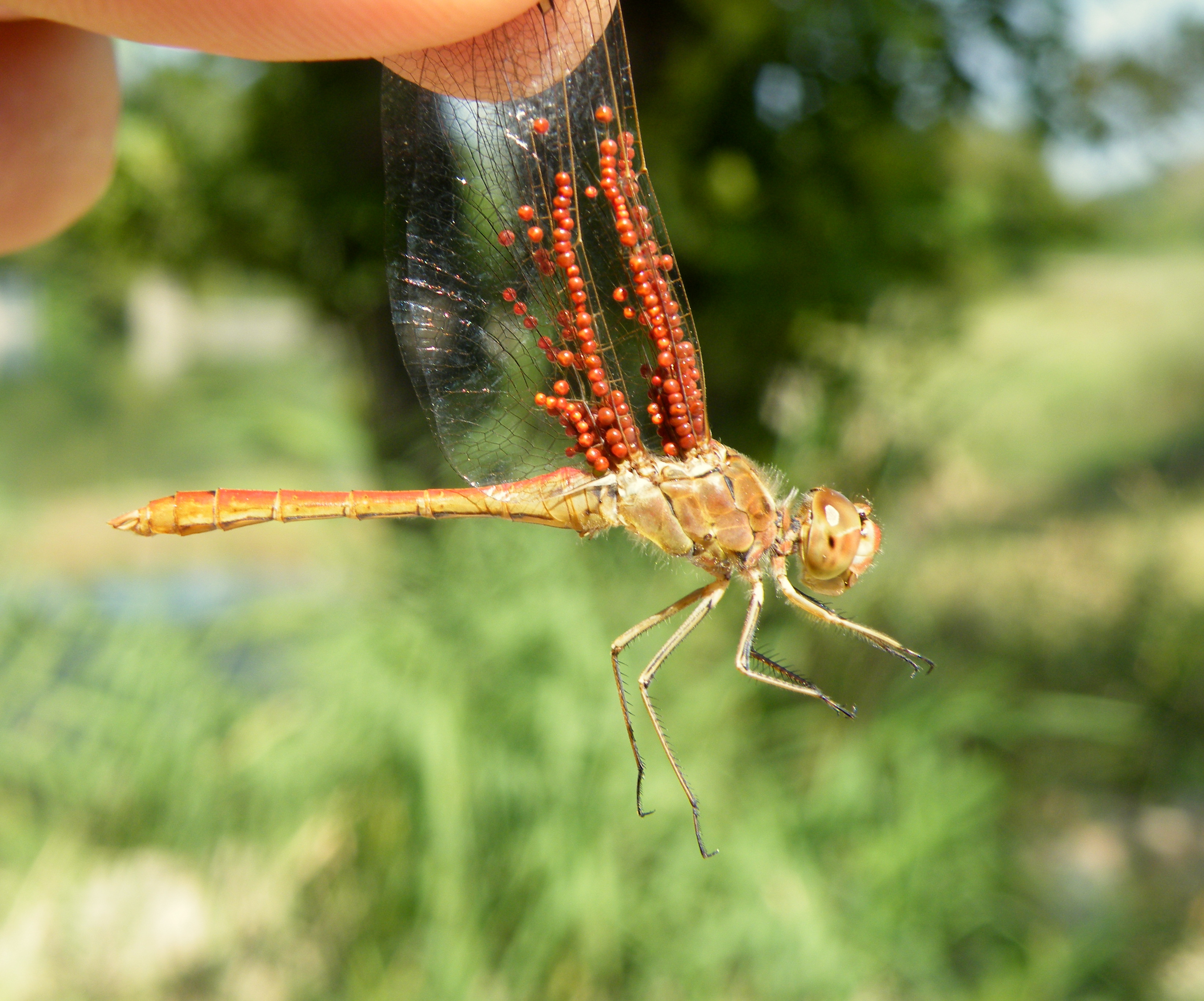
Deze zuidelijke heidelibel is deels bedekt met parasitaire mijten, waarschijnlijk Arrenurus papillator.

Vijanden van volwassen libellen zijn voornamelijk vogels, insectenetende zoogdieren en kikkers. Vogels die graag libellen eten zijn onder andere bijeneters, boomvalken en zwaluwen. Vooral bijeneters (Meropidae) hebben ondanks hun naam een voorkeur voor grotere insecten zoals libellen. Daarnaast zijn het smelleken (Falco columbarius) en de Amerikaanse torenvalk (Falco sparverius) twee vogels die snel genoeg zijn om vliegende libellen buit te maken.
Libellen hebben te lijden onder verschillende parasieten, zoals mijten, platwormen en nematoden. Een voorbeeld van mijten die vaak te zien zijn op het lichaam van libellen zijn verschillende soorten uit het geslacht Arrenurus. Soms komen enkele mijten op een libel voor maar het dier kan ook deels overwoekerd raken door de mijten. De mijten zuigen lichaamsvloeistoffen uit de minder sterk bepantserde lichaamsdelen van de libel, zoals de membraanachtige segmentovergangen. De larven van de mijten ontwikkelen zich net als libellen onder water. Ze springen over van de verpoppingshuid naar de volwassen libel. De mijten hebben een voorkeur voor vrouwelijke exemplaren omdat deze meer voedzame lichaamsvloeistoffen bezitten door de ontwikkeling van de eitjes.
De parasitaire platwormen uit het geslacht Pneumonoeces leven in de longen van kikkers. De larven van de platworm echter komen voor in slakken en libellenlarven. Ze vormen een cyste in het lichaam van de libellenlarve, het metacercaria. Alleen als een geïnfecteerde libel of de larve wordt opgegeten door een kikker, kan de larve van de worm zich verder ontwikkelen.

## Voortplanting en ontwikkeling

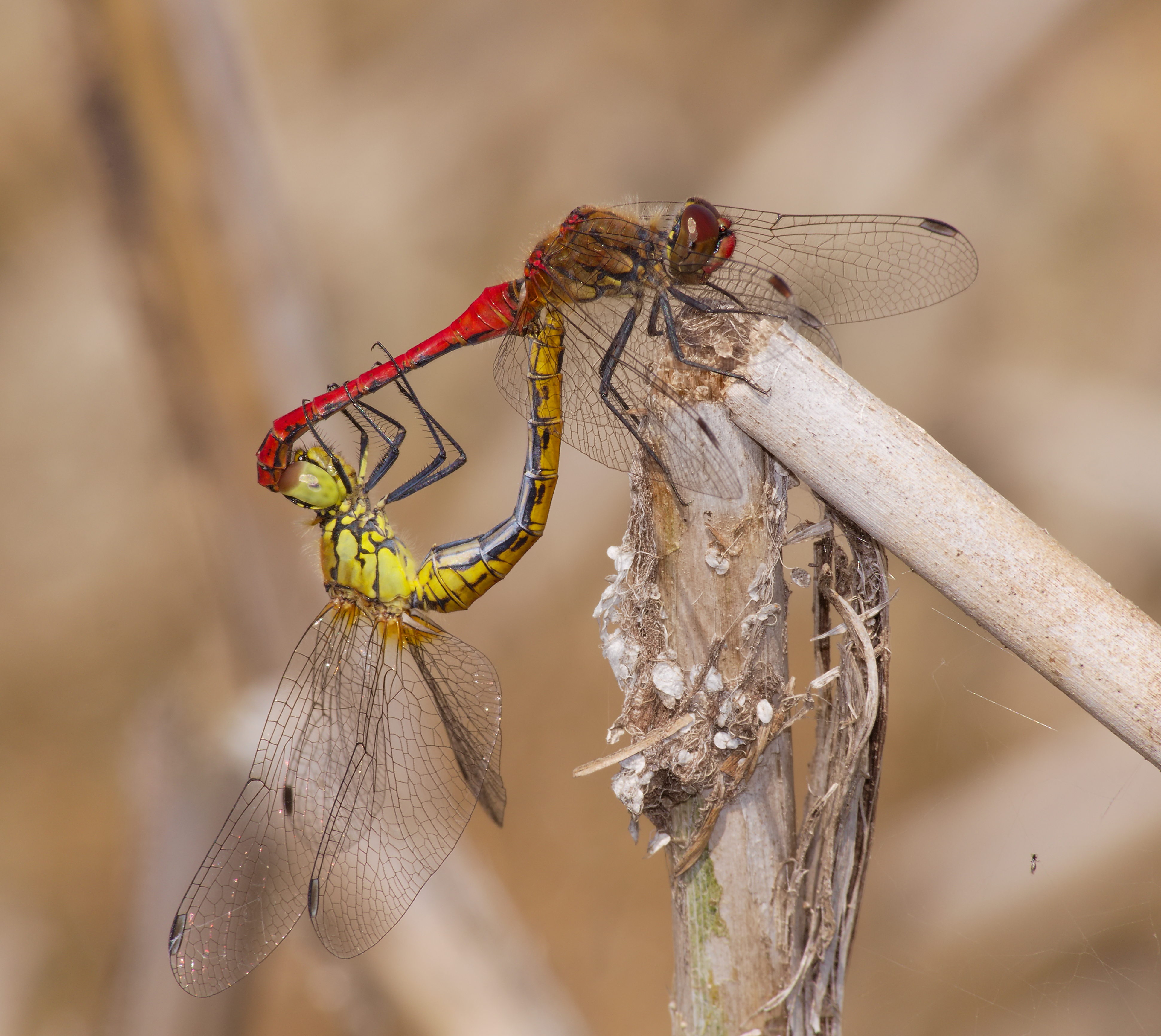
Paringsrad van de bloedrode heidelibel.

De mannetjes en vrouwtjes zoeken elkaar op voor de paring. Bij veel soorten bakent het mannetje een territorium af en wacht tot een vrouwtje zich aandient. Andere mannetjes worden verjaagd, maar als er veel mannetjes zijn in een gering gebied zijn de territoria niet zo groot. Vrouwtjes die niet toe zijn aan de paring vertonen soms een opmerkelijk gedrag om aan een mannetje te ontsnappen. Ze laten zich al vliegend plots op de grond vallen en doen alsof ze dood zijn.
Voorafgaand aan de paring grijpt het mannetje een vrouwtje direct achter haar kop met zijn epiproct aan de achterlijfspunt. Vervolgens brengt het vrouwtje haar achterlijfspunt naar een secundair geslachtsorgaan aan het borststuk van het mannetje. Deze positie wordt wel de tandempositie genoemd. Hierin heeft het mannetje eerder zijn sperma van de achterlijfspunt (het primaire geslachtsorgaan) opgeslagen. Als de geslachtsopeningen met elkaar in contact staan, probeert het mannetje eerst het sperma van eventuele voorgangers te verwijderen met een speciaal orgaantje. Het mannetje brengt vervolgens zijn eigen sperma in de geslachtsopening van het vrouwtje.
Het mannetje kan tijdens de paring de kop van het vrouwtje beschadigen. Van soorten uit het geslacht gaffellibellen (Ophiogomphus) is beschreven dat de epiproct dwars door het koppantser werd gebracht. Van echte libellen is ook beschreven dat mannetjes soms andere mannetjes grijpen met de epiproct. Het is niet bekend of ze dit per abuis doen of dat ze de epiproct als wapen gebruiken tegen concurrenten.

### Ei
De eitjes van libellen zijn in verhouding tot hun lichaamslengte relatief klein. De eitjes hebben een diameter van minder dan 1 millimeter. Eieren van waterjuffers zijn meestal groter dan een millimeter. De eitjes kunnen zowel rond als langwerpig van vorm zijn. Libellen die de eitjes in planten afzetten produceren meestal langwerpige eitjes. Soorten die de eitjes in de modder of in het water deponeren hebben meer ronde eitjes.
De vrouwtjes zetten enkele honderden tot duizenden eitjes af, afhankelijk van de soort. Hierbij zetten exofytische libellen meestal meer eieren af dan endofytische libellen. Exofytische libellen zetten enige tientallen tot honderden eieren af. De exofytische soorten produceren veel grotere legsels; de heidelibellen zetten ongeveer 200 eieren of meer, korenbouten produceren ongeveer 500 tot 600 eitjes en glanslibellen tot 1000 eitjes. Van de Afrikaanse soort Gomphus externus is een legsel van 5200 eieren beschreven.
De eieren worden meestal in het water afgezet door ze simpelweg uit te strooien in het water. De eieren worden ook wel in de buurt van water op het land, op planten of in de modder afgezet. De ei-afzet van dergelijke soorten wordt wel exofytisch (buiten de plant) genoemd. Voorbeelden zijn de soorten uit de families Corduliidae, Gomphidae, Libellulidae en Macromiidae. Libellen die hun eieren met een legbuis in planten afzetten worden met endofytisch (in de plant) aangeduid.
Bij sommige soorten komen de eieren na enkele weken uit, bij andere soorten overwinteren de eitjes en komen na enkele maanden uit. De ontwikkelingsduur van het embryo is sterk afhankelijk van de omgevingstemperatuur. Veel soorten heidelibellen overwinteren als ei en hebben een niet-permeabele eierschaal zodat het ei niet uitdroogt. De eieren begeven zich gedurende de overwintering in een soort sluimerstand, dit wordt ook wel de diapauze genoemd.
Rombouten leven in meer stromende wateren en de eieren hebben een kleverige schaal zodat deeltjes van het substraat zich makkelijk hechten aan het oppervlak. Hierdoor wordt de kans kleiner dat het ei wordt meegevoerd door de stroming. Sommige libellen zetten de eieren af in snoeren zodat ze makkelijk om waterplanten kunnen worden afgezet en ze niet naar de bodem zinken. Een dergelijke eiafzet-strategie wordt ook gebruikt door heel andere dieren, zoals de gewone pad.

### Larve

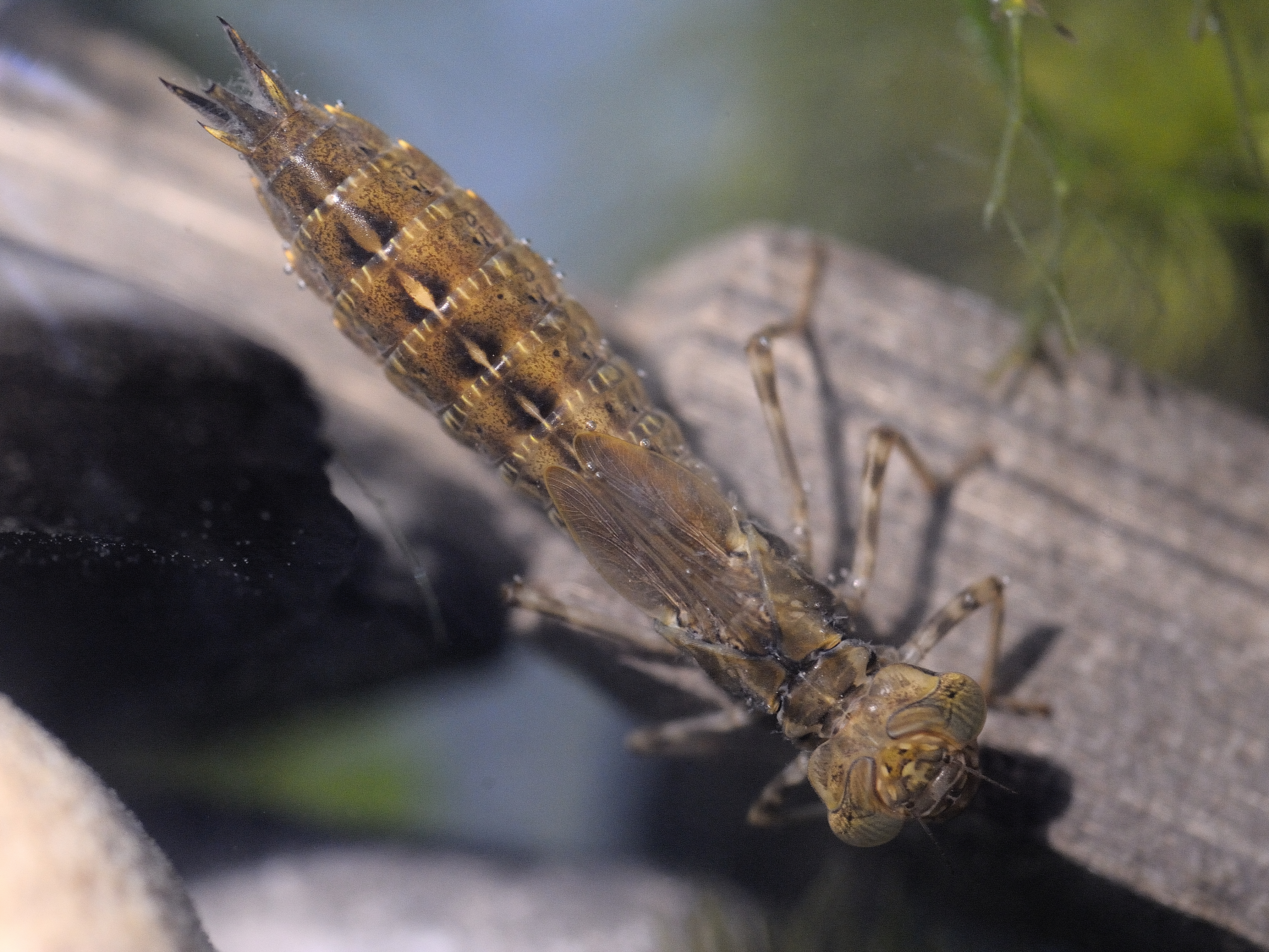
Larve van de blauwe glazenmaker.

Als het embryo volledig is ontwikkeld verschijnt de prolarve uit het ei. De prolarve lijkt enigszins op een kikkervisje. De prolarve wordt omgeven door een dun vliesje; de poten kunnen nog niet worden gebruikt en ook kan het diertje nog niet eten. De prolarve wurmt zich naar het water en vervelt hooguit na enkele uren, zodra de larve het water heeft bereikt. Als de eieren in het water zijn afgezet duurt het prolarvestadium slechts zeer kort en komt al na enkele seconden de larve tevoorschijn. De larven van libellen worden ook wel nimfen of naiaden genoemd.
De larve bereikt een lichaamslengte van drie tot ongeveer vijf centimeter en heeft een relatief kort en sterk verbreed vrij breed achterlijf. Ze lijken enigszins op de ouderdieren maar hebben een korter en stomper lichaam. Ontwikkelde vleugels en de geslachtsorganen ontbreken geheel. De lichaamskleur is meestal bruin tot grijs met onregelmatige vlekken of strepen. De larve is hierdoor goed gecamoufleerd en moeilijk te zien als ze over de bodem loopt. De poten zijn kort en sterk gebogen, dit doet doen enigszins aan spinnen denken. Libellenlarven bewegen zich meestal lopend voort, in tegenstelling tot de volwassen dieren. De larven bewegen zich echter traag.
Een libel brengt het grootste deel van zijn leven door in het larvestadium. Libellen kennen een onvolledige gedaanteverwisseling, wat inhoudt dat de larven lijken op de ouderdieren maar steeds groter worden. De larven hebben vaak een aanzienlijk langer ontwikkelingsduur in vergelijking met andere insecten. De meeste insectenlarven, zoals die van kevers en vlinders, vervellen drie tot vijf keer. Bij de meeste soorten leeft de nimf twee tot drie jaar onder water. De larve vervelt negen tot zeventien keer, wat relatief veel is. Er is geen popstadium waarbij het lichaam in een keer drastisch verandert. Dit is bij andere insecten wel het geval, zoals de eerder genoemde kevers en vlinders. Tijdens deze transformatie verandert het dier van een trage, in het water levende larve naar een snel vliegend gevleugeld insect.
Een enkele soort kan de larvale cyclus in een paar maanden afronden, maar bij de meeste soorten overwinteren de larven een- tot driemaal, wat betekent dat ze meerdere jaren onder water leven. Van sommige libellen is een ontwikkelingsduur van zes jaar bekend. Als de larve voor de laatste maal vervelt, komen de vleugels tevoorschijn. Ook verandert de vorm en kleur van het dier drastisch. Deze laatste vervelling – waarbij het dier volwassen wordt – wordt het uitsluipen genoemd.
Een belangrijk verschil tussen libellenlarven en waterjufferlarven is de vorm en positie van de kieuwen. Bij waterjufferlarven zijn drie veerachtige kieuwen aanwezig aan het achterlijf. Bij libellenlarven aan het achterlijf drie stompe uitsteeksels aanwezig, dit wordt wel de abdominale piramide genoemd. De kieuwen zijn in het achterlijf gelegen en zijn niet zichtbaar. Libellenlarven moeten water in- en uit het achterlijf pompen om zuurstof langs de inwendige kieuwen te voeren. Larven van echte libellen gebruiken deze pompspieren ook als 'straalaandrijving': ze pompen water naar binnen en persen dit aan de achterzijde weer naar buiten waardoor ze vooruit schieten. Larven van waterjuffers kunnen dit niet.
De larven zijn net als de volwassen libellen zeer roofzuchtig. Ze gebruiken in eerste instantie niet hun ogen, maar de vele tasthaarstjes op het lichaam om prooien op te sporen. In planten levende libellenlarven ontwikkelen al snel goed ontwikkelde facetogen en worden zichtjagers. Veel soorten die als larve op de bodem leven vertrouwen op hun tastorganen om prooien op te sporen.
De kop van de larve heeft een opmerkelijk gevormde onderkaak met een scharnierend deel, dat aan de voorzijde naar voren kan schieten om een prooi te verrassen.

### Imago

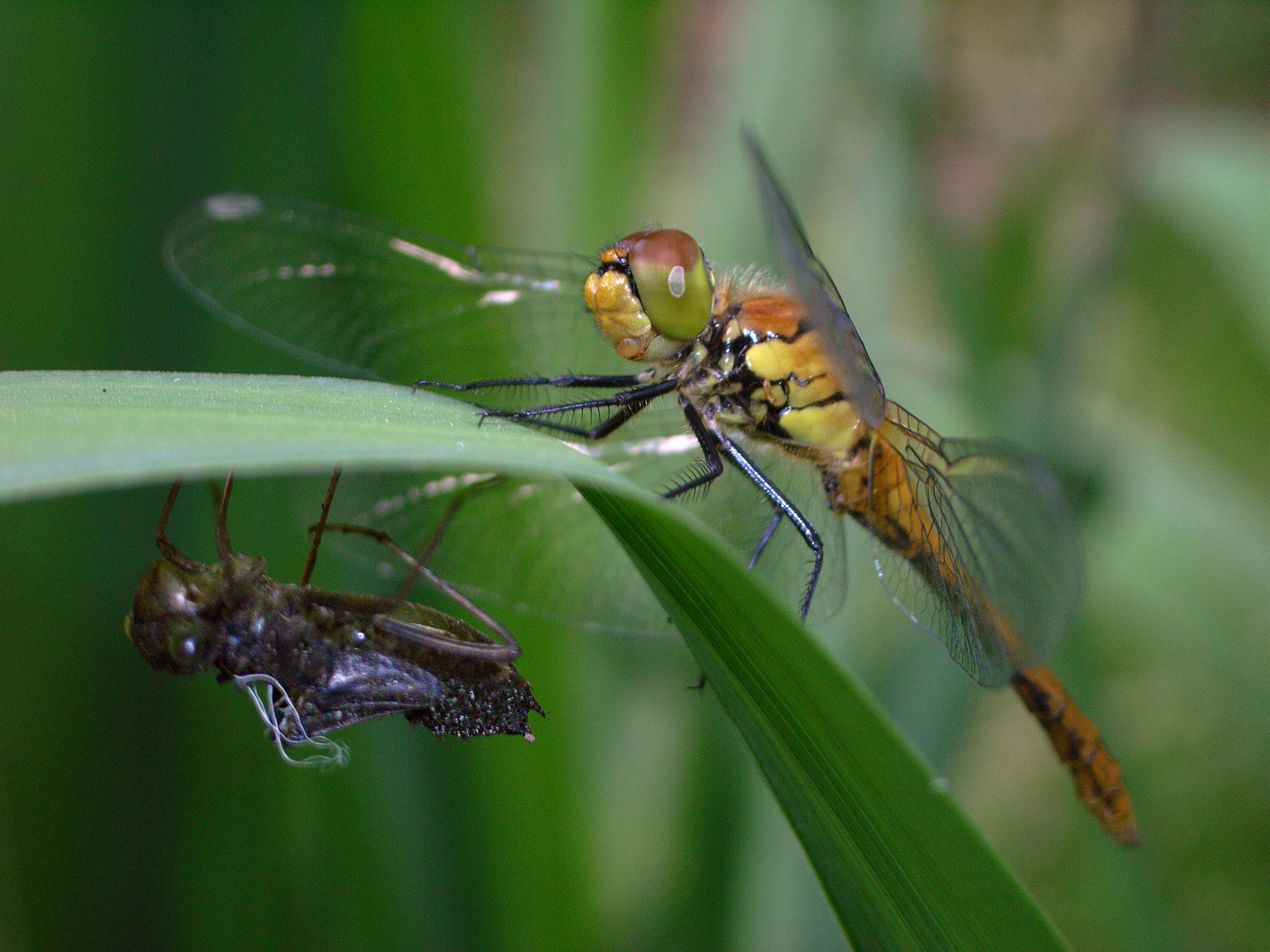
Net uitgeslopen exemplaar van een onbekende heidelibel (Sympetrum), het exuvium is links te zien.

Tijdens het uitsluipen is een libel kwetsbaar voor vijanden zoals vogels, het uitsluipen gebeurt dan ook voornamelijk 's nachts of in de vroege ochtend. Het hele proces kan meer dan een uur in beslag nemen. Nadat de larve op een verticale stengel of blad is gelopen ontstaat er een spleet aan de achterzijde van de huid. Hieruit worden eerst de kop, het borststuk en de poten uit de huid getrokken. Pas enige tijd later verschijnt het achterlijf en blijft een lege huid achter. Deze lege huidjes worden wel aangeduid met exuviae (enkelvoud exuvium).
Een jonge libel moet eerst de vleugels laten 'drogen' voor deze kunnen worden gebruikt om te vliegen. Hierbij wordt een vloeistof in de vleugeladeren gepompt die de vleugels als het ware oppompt en later uithardt. Dit proces neemt nog eens enkele uren in beslag.
Een uitgeslopen libel wordt imago genoemd maar is nog niet volwassen. Meestal is een uitgeslopen libel nog enige dagen te herkennen aan de blekere kleur en de glinsterende vleugels. Dergelijke exemplaren worden wel juvenielen genoemd. Ze moeten eerst vetreserves aanleggen om zich voort te kunnen planten. De eerste tijd wagen de jonge dieren zich niet bij het water omdat ze concurrentie van soortgenoten willen vermijden.
De imago -dus het geslachtsrijpe dier- leeft bij de echte libellen altijd slechts een paar weken of maanden. Libellen overwinteren meestal niet en bereiken een leeftijd van enkele weken tot maanden. Soorten die wel als imago overwinteren kunnen meer dan een half jaar oud worden. De volwassen exemplaren sterven vaak kort na de voortplanting. Sommige libellen kennen meerdere generaties per jaar, voorbeelden zijn de vuurlibel en de zwervende heidelibel. maar de meeste soorten hebben meerdere jaren nodig om zich te ontwikkelen. Sommige soorten uit het geslacht wereldzwervers (Pantala) zijn in staat om zich binnen 36 dagen volledig te ontwikkelen van ei tot imago.

## Relatie met de mens
Libellen zijn snel en wendbaar, ze vliegen onvoorspelbaar en zijn relatief groot in vergelijking met andere insecten. Hierdoor zijn veel mensen bang voor libellen. Van libellen wordt vaak gedacht dat ze kunnen steken of bijten. Libellen hebben geen angel en kunnen dus niet steken. De enige vorm van verdediging bestaat uit snel wegvliegen. De relatief grote kaken van libellen zijn wel in staat om de huid te beschadigen maar dit zal alleen gebeuren na een ernstige provocatie zoals bewust de kop van een libel op de huid te drukken.
Libellen zijn aan te merken als nuttige dieren, ze eten bijvoorbeeld grote hoeveelheden vliegen en muggen die als schadelijk worden gezien, met name in landen waar deze insecten ziektes verspreiden. Daarnaast plukken libellen veel als hinderlijk ervaren zwermende insecten uit de lucht zoals termieten, eendagsvliegen of mieren. Ook nuttige dieren worden echter wel gegeten zoals gaasvliegen die veel bladluizen eten en honingbijen die een grote rol spelen in de bestuiving van bloemen en honing verzamelen.
Mensen die libellen bestuderen worden odonatologen genoemd.

### In kunst en cultuur

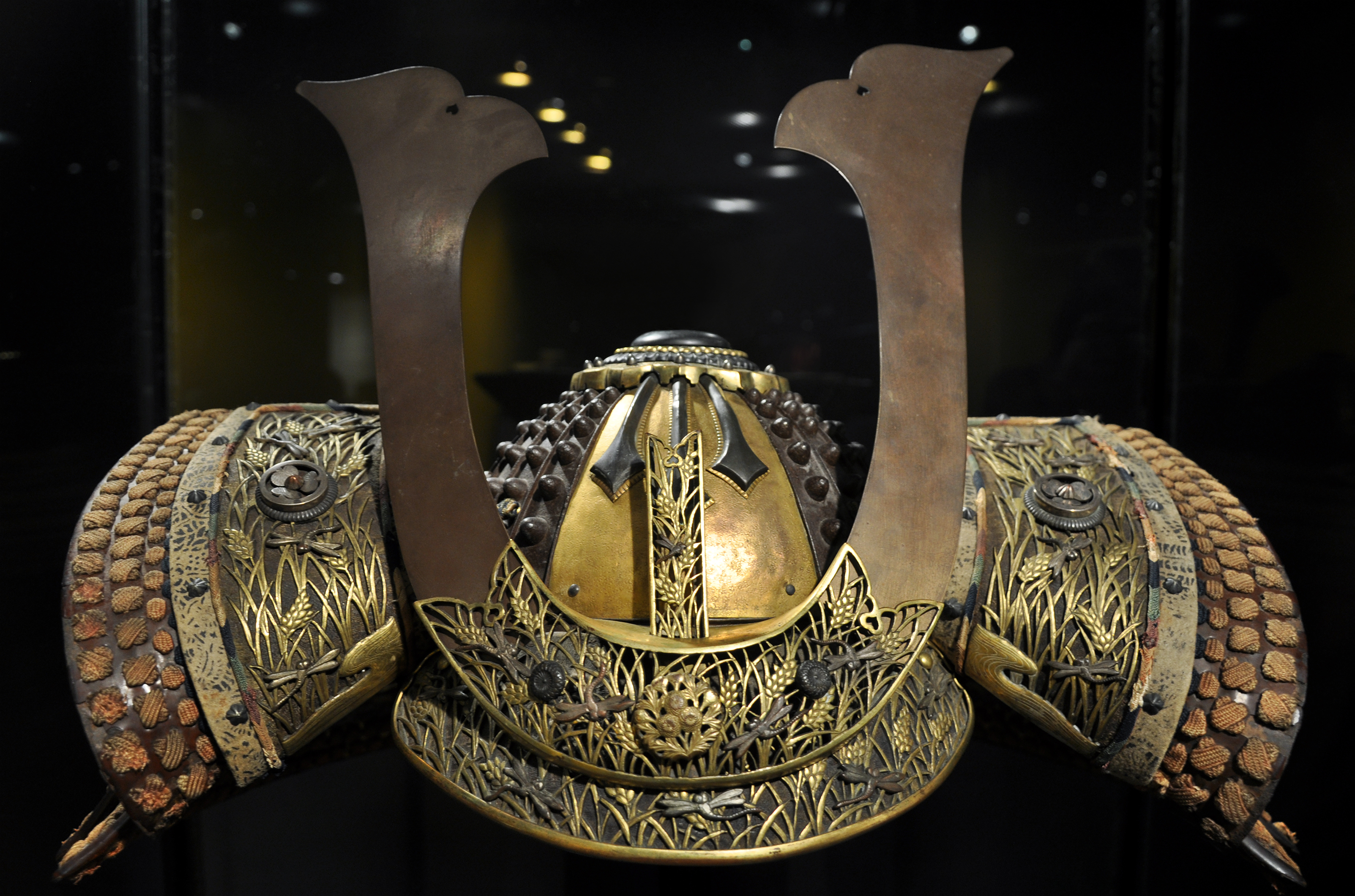
Samoeraihelm uit Japan, ongeveer 1730. De met goudkleurige strepen versierde banden zijn voorzien van een libellenmotief.

Libellen duiken op vele verschillende manieren op in de cultuur. In Egypte zijn libellen sinds het Middenrijk (2040 tot 1783 voor Christus) bekend als onderdeel van amuletten.
In West-Europa werden libellen vroeger gezien als vertegenwoordigers van de godin voor de vruchtbaarheid Freya. Toen het christendom zijn intrede deed werden heidense goden en symbolen -waaronder libellen- als duivels beschouwd en dit komt tot vandaag de dag terug in de naamgeving van libellen in verschillende talen. In het Duits werd wel de naam teuffelsnadeln (duivelsnaalden) gebruikt. De Zweedse naam trollsländor (trollenvliegen) slaat op de folklore in het land waarin libellen als een instrument van de duivel werden gezien om de ziel te wegen door over iemand heen te vliegen.
Libellen worden echter ook wel aangeduid met enkele meer liefkozende benamingen vanwege hun opvallende verschijning. De Duitse dichter en zoöloog Hermann Löns beschreef ze eens als 'boden van de zomer' en 'herauten van de zon'.
De Vlaamse schilder Jacob Hoefnagel (1573 – 1632) heeft in verschillende composities libellen getekend en geschilderd. In Nederland zijn libellen van oudsher een populair motief op kustwerken zoals keramiek van Delfts blauw en op tegelwerk. De Britse schrijver Alfred Tennyson omschreef uitsluipende libellen in zijn gedicht 'The Two Voices' uit 1842 als verschijningen met een saffieren maliënkolder. De eveneens Britse schrijver Herbert Ernest Bates beschreef het snelle en behendige vlieggedrag van de libellen in zijn boek Down the River uit 1937.
In delen van Azië worden libellen gezien als een symbool van geluk, moed en kracht. Aan libellen worden magische eigenschappen toegedicht. Ze worden hierdoor gebruikt als traditioneel medicijn om de gezondheid of de potentie te verbeteren. In delen van Indonesië worden libellen ook gegeten. Ze worden gevangen door een kleverig stokje naar ze uit te halen waaraan ze blijven plakken. Vervolgens worden de libellen gefrituurd in olie. De libellen worden als snack gegeten of worden samen met rijst als maaltijd gebruikt.
Libellen spelen een belangrijke rol in de Japanse cultuur, waar ze worden aangeduid met tombo. De oude naam van Japan is Akitsushima, dit betekent letterlijk vertaald libellen (akitsu) -eiland (shima). Afbeeldingen van libellen duiken op in oude Japanse kunst, zoals tekeningen en in haiku, een Japanse dichtvorm. Libellen worden gezien als een symbool voor de herfst. Van de eerste keizer van Japan, Jinmu, wordt vermeld dat hij, staand op een hoge berg, de vorm van Japan erg op een libel vond lijken.
Een andere mythe betreft de 21e keizer van Japan, Yūryaku, die eens gebeten werd door een steekvlieg. Een libel kwam echter tevoorschijn, die de keizer bevrijdde van het insect door het te doden.
Een bekend en populair Japans kinderliedje is Aka Tombo, wat vertaald kan worden als 'rode libel'. Het werd geschreven als een gedicht door Rofu Miki in 1921 en werd in 1927 door Kosaka Yamada bewerkt tot een lied.

## Evolutie

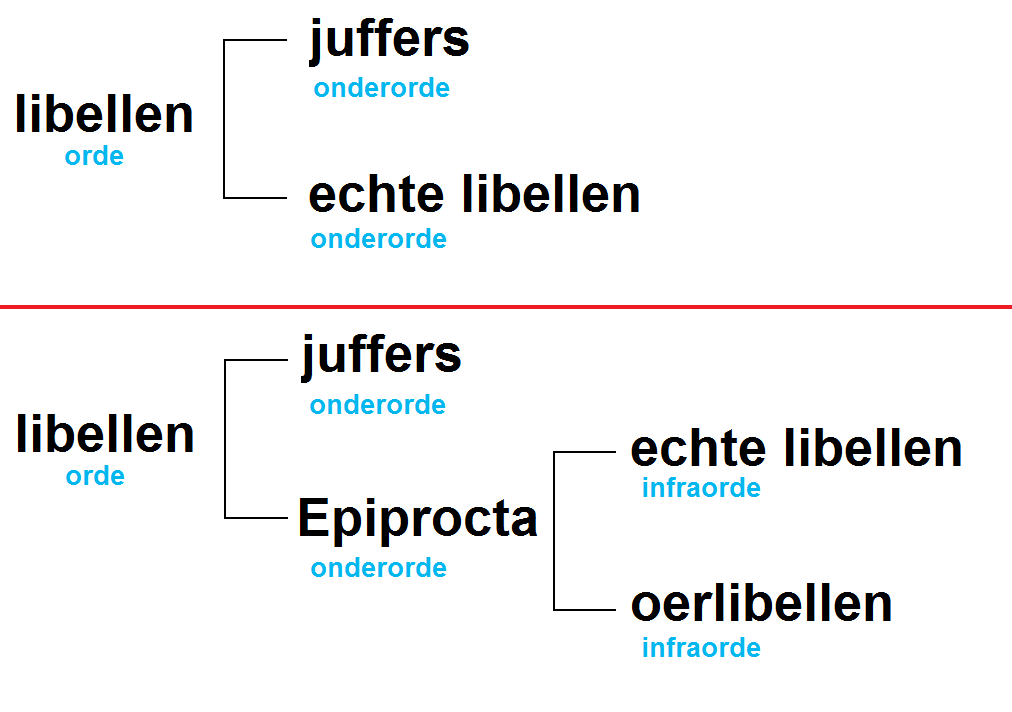
Indeling van de libellen vroeger (boven) en tegenwoordig (onder)

De libellen zijn een van de oudste groepen van insecten met nog levende vertegenwoordigers. De vroegst bekende voorouders leefden ongeveer 300 miljoen jaar geleden. Uit deze tijd is de primitieve soort Erasipteron larischi bekend. Libellen stammen uit het Pennsylvanien, een onderdeel van het Carboon. Ongeveer 250 miljoen jaar geleden ontstonden de eerste waterjuffers, zoals Bechlya en Luiseia.
Een bekende groep van uitgestorven echte libellen uit deze tijd is de familie Meganisoptera. De grootste en bekendste soort is Meganeuropsis permiana; deze libel leefde in het vroege Perm in het tijdperk Artinskien, ongeveer 283 tot 290 miljoen jaar geleden. De libel kon een vleugelspanwijdte bereiken van meer dan zeventig centimeter. De laatste vertegenwoordigers van de Meganisoptera stierven uit in het Lopingien, (tijdvak Perm), ongeveer 253 miljoen jaar geleden.
Een andere bekende groep zijn de vertegenwoordigers van de Protoanisoptera, een uitgestorven tak van de libellen die leefden in het Perm. Deze libellen hadden een afwijkende vleugeladering. Ze moeten een enorme verspreiding hebben gehad want de fossielen van de Protoanisoptera zijn over de gehele wereld teruggevonden. De moderne groepen van echte libellen zijn ontstaan in het Trias, ongeveer 200 miljoen jaar geleden. Een van de oudst bekende groepen binnen de moderne familie van libellen is de familie kroonbladstaartjuffers (Petaluridae). De soort Protolindenia wittei leefde reeds in de Jura, ongeveer 150 miljoen jaar geleden.
De families van de echte libellen hebben zich op verschillende momenten van elkaar afgesplitst. Uit onderzoek uit 2013 bleek dat de rombouten (Gomphidae) als een aparte groep moeten worden beschouwd naast alle andere libellen. De familie glanslibellen is waarschijnlijk niet monofyletisch.
Volgens moderne inzichten verhouden de families van libellen zich als volgt tot elkaar:
|  | Austropetaliidae                     |
|  |                                      |
|  | Aeshnidae (Glazenmakers)             |
|  |                                      |
|  | Petaluridae (Kroonbladstaartjuffers) |
|  |                                      |

| Libelluloidea | \| \| Neopetaliidae (Vlekvleugels) \| \| \| \| \| \| Cordulegastridae (Bronlibellen) \| \| \| \| |
|               | \| \| Neopetaliidae (Vlekvleugels) \| \| \| \| \| \| Cordulegastridae (Bronlibellen) \| \| \| \| |
|               | Libellulidae (Korenbouten)                                                                       |
|               |                                                                                                  |
|               | Corduliidae (Glanslibellen)                                                                      |
|               |                                                                                                  |
|               | Neopetaliidae (Vlekvleugels)                                                                     |
|               |                                                                                                  |
|               | Cordulegastridae (Bronlibellen)                                                                  |
|               |                                                                                                  |

|  | Neopetaliidae (Vlekvleugels)    |
|  |                                 |
|  | Cordulegastridae (Bronlibellen) |
|  |                                 |

| Libelluloidea | \| \| Neopetaliidae (Vlekvleugels) \| \| \| \| \| \| Cordulegastridae (Bronlibellen) \| \| \| \| |
|               | \| \| Neopetaliidae (Vlekvleugels) \| \| \| \| \| \| Cordulegastridae (Bronlibellen) \| \| \| \| |
|               | Libellulidae (Korenbouten)                                                                       |
|               |                                                                                                  |
|               | Corduliidae (Glanslibellen)                                                                      |
|               |                                                                                                  |
|               | Neopetaliidae (Vlekvleugels)                                                                     |
|               |                                                                                                  |
|               | Cordulegastridae (Bronlibellen)                                                                  |
|               |                                                                                                  |

|  | Neopetaliidae (Vlekvleugels)    |
|  |                                 |
|  | Cordulegastridae (Bronlibellen) |
|  |                                 |

| Libelluloidea | \| \| Neopetaliidae (Vlekvleugels) \| \| \| \| \| \| Cordulegastridae (Bronlibellen) \| \| \| \| |
|               | \| \| Neopetaliidae (Vlekvleugels) \| \| \| \| \| \| Cordulegastridae (Bronlibellen) \| \| \| \| |
|               | Libellulidae (Korenbouten)                                                                       |
|               |                                                                                                  |
|               | Corduliidae (Glanslibellen)                                                                      |
|               |                                                                                                  |
|               | Neopetaliidae (Vlekvleugels)                                                                     |
|               |                                                                                                  |
|               | Cordulegastridae (Bronlibellen)                                                                  |
|               |                                                                                                  |

|  | Neopetaliidae (Vlekvleugels)    |
|  |                                 |
|  | Cordulegastridae (Bronlibellen) |
|  |                                 |

| Libelluloidea | \| \| Neopetaliidae (Vlekvleugels) \| \| \| \| \| \| Cordulegastridae (Bronlibellen) \| \| \| \| |
|               | \| \| Neopetaliidae (Vlekvleugels) \| \| \| \| \| \| Cordulegastridae (Bronlibellen) \| \| \| \| |
|               | Libellulidae (Korenbouten)                                                                       |
|               |                                                                                                  |
|               | Corduliidae (Glanslibellen)                                                                      |
|               |                                                                                                  |
|               | Neopetaliidae (Vlekvleugels)                                                                     |
|               |                                                                                                  |
|               | Cordulegastridae (Bronlibellen)                                                                  |
|               |                                                                                                  |

|  | Neopetaliidae (Vlekvleugels)    |
|  |                                 |
|  | Cordulegastridae (Bronlibellen) |
|  |                                 |

| Libelluloidea | \| \| Neopetaliidae (Vlekvleugels) \| \| \| \| \| \| Cordulegastridae (Bronlibellen) \| \| \| \| |
|               | \| \| Neopetaliidae (Vlekvleugels) \| \| \| \| \| \| Cordulegastridae (Bronlibellen) \| \| \| \| |
|               | Libellulidae (Korenbouten)                                                                       |
|               |                                                                                                  |
|               | Corduliidae (Glanslibellen)                                                                      |
|               |                                                                                                  |
|               | Neopetaliidae (Vlekvleugels)                                                                     |
|               |                                                                                                  |
|               | Cordulegastridae (Bronlibellen)                                                                  |
|               |                                                                                                  |

|  | Neopetaliidae (Vlekvleugels)    |
|  |                                 |
|  | Cordulegastridae (Bronlibellen) |
|  |                                 |

| Libelluloidea | \| \| Neopetaliidae (Vlekvleugels) \| \| \| \| \| \| Cordulegastridae (Bronlibellen) \| \| \| \| |
|               | \| \| Neopetaliidae (Vlekvleugels) \| \| \| \| \| \| Cordulegastridae (Bronlibellen) \| \| \| \| |
|               | Libellulidae (Korenbouten)                                                                       |
|               |                                                                                                  |
|               | Corduliidae (Glanslibellen)                                                                      |
|               |                                                                                                  |
|               | Neopetaliidae (Vlekvleugels)                                                                     |
|               |                                                                                                  |
|               | Cordulegastridae (Bronlibellen)                                                                  |
|               |                                                                                                  |

|  | Neopetaliidae (Vlekvleugels)    |
|  |                                 |
|  | Cordulegastridae (Bronlibellen) |
|  |                                 |

| Libelluloidea | \| \| Neopetaliidae (Vlekvleugels) \| \| \| \| \| \| Cordulegastridae (Bronlibellen) \| \| \| \| |
|               | \| \| Neopetaliidae (Vlekvleugels) \| \| \| \| \| \| Cordulegastridae (Bronlibellen) \| \| \| \| |
|               | Libellulidae (Korenbouten)                                                                       |
|               |                                                                                                  |
|               | Corduliidae (Glanslibellen)                                                                      |
|               |                                                                                                  |
|               | Neopetaliidae (Vlekvleugels)                                                                     |
|               |                                                                                                  |
|               | Cordulegastridae (Bronlibellen)                                                                  |
|               |                                                                                                  |

|  | Neopetaliidae (Vlekvleugels)    |
|  |                                 |
|  | Cordulegastridae (Bronlibellen) |
|  |                                 |

| Libelluloidea | \| \| Neopetaliidae (Vlekvleugels) \| \| \| \| \| \| Cordulegastridae (Bronlibellen) \| \| \| \| |
|               | \| \| Neopetaliidae (Vlekvleugels) \| \| \| \| \| \| Cordulegastridae (Bronlibellen) \| \| \| \| |
|               | Libellulidae (Korenbouten)                                                                       |
|               |                                                                                                  |
|               | Corduliidae (Glanslibellen)                                                                      |
|               |                                                                                                  |
|               | Neopetaliidae (Vlekvleugels)                                                                     |
|               |                                                                                                  |
|               | Cordulegastridae (Bronlibellen)                                                                  |
|               |                                                                                                  |

|  | Neopetaliidae (Vlekvleugels)    |
|  |                                 |
|  | Cordulegastridae (Bronlibellen) |
|  |                                 |

| Libelluloidea | \| \| Neopetaliidae (Vlekvleugels) \| \| \| \| \| \| Cordulegastridae (Bronlibellen) \| \| \| \| |
|               | \| \| Neopetaliidae (Vlekvleugels) \| \| \| \| \| \| Cordulegastridae (Bronlibellen) \| \| \| \| |
|               | Libellulidae (Korenbouten)                                                                       |
|               |                                                                                                  |
|               | Corduliidae (Glanslibellen)                                                                      |
|               |                                                                                                  |
|               | Neopetaliidae (Vlekvleugels)                                                                     |
|               |                                                                                                  |
|               | Cordulegastridae (Bronlibellen)                                                                  |
|               |                                                                                                  |

|  | Neopetaliidae (Vlekvleugels)    |
|  |                                 |
|  | Cordulegastridae (Bronlibellen) |
|  |                                 |

| Libelluloidea | \| \| Neopetaliidae (Vlekvleugels) \| \| \| \| \| \| Cordulegastridae (Bronlibellen) \| \| \| \| |
|               | \| \| Neopetaliidae (Vlekvleugels) \| \| \| \| \| \| Cordulegastridae (Bronlibellen) \| \| \| \| |
|               | Libellulidae (Korenbouten)                                                                       |
|               |                                                                                                  |
|               | Corduliidae (Glanslibellen)                                                                      |
|               |                                                                                                  |
|               | Neopetaliidae (Vlekvleugels)                                                                     |
|               |                                                                                                  |
|               | Cordulegastridae (Bronlibellen)                                                                  |
|               |                                                                                                  |

|  | Neopetaliidae (Vlekvleugels)    |
|  |                                 |
|  | Cordulegastridae (Bronlibellen) |
|  |                                 |

| Libelluloidea | \| \| Neopetaliidae (Vlekvleugels) \| \| \| \| \| \| Cordulegastridae (Bronlibellen) \| \| \| \| |
|               | \| \| Neopetaliidae (Vlekvleugels) \| \| \| \| \| \| Cordulegastridae (Bronlibellen) \| \| \| \| |
|               | Libellulidae (Korenbouten)                                                                       |
|               |                                                                                                  |
|               | Corduliidae (Glanslibellen)                                                                      |
|               |                                                                                                  |
|               | Neopetaliidae (Vlekvleugels)                                                                     |
|               |                                                                                                  |
|               | Cordulegastridae (Bronlibellen)                                                                  |
|               |                                                                                                  |

|  | Neopetaliidae (Vlekvleugels)    |
|  |                                 |
|  | Cordulegastridae (Bronlibellen) |
|  |                                 |

| Libelluloidea | \| \| Neopetaliidae (Vlekvleugels) \| \| \| \| \| \| Cordulegastridae (Bronlibellen) \| \| \| \| |
|               | \| \| Neopetaliidae (Vlekvleugels) \| \| \| \| \| \| Cordulegastridae (Bronlibellen) \| \| \| \| |
|               | Libellulidae (Korenbouten)                                                                       |
|               |                                                                                                  |
|               | Corduliidae (Glanslibellen)                                                                      |
|               |                                                                                                  |
|               | Neopetaliidae (Vlekvleugels)                                                                     |
|               |                                                                                                  |
|               | Cordulegastridae (Bronlibellen)                                                                  |
|               |                                                                                                  |

|  | Neopetaliidae (Vlekvleugels)    |
|  |                                 |
|  | Cordulegastridae (Bronlibellen) |
|  |                                 |

| Libelluloidea | \| \| Neopetaliidae (Vlekvleugels) \| \| \| \| \| \| Cordulegastridae (Bronlibellen) \| \| \| \| |
|               | \| \| Neopetaliidae (Vlekvleugels) \| \| \| \| \| \| Cordulegastridae (Bronlibellen) \| \| \| \| |
|               | Libellulidae (Korenbouten)                                                                       |
|               |                                                                                                  |
|               | Corduliidae (Glanslibellen)                                                                      |
|               |                                                                                                  |
|               | Neopetaliidae (Vlekvleugels)                                                                     |
|               |                                                                                                  |
|               | Cordulegastridae (Bronlibellen)                                                                  |
|               |                                                                                                  |

|  | Neopetaliidae (Vlekvleugels)    |
|  |                                 |
|  | Cordulegastridae (Bronlibellen) |
|  |                                 |

| Libelluloidea | \| \| Neopetaliidae (Vlekvleugels) \| \| \| \| \| \| Cordulegastridae (Bronlibellen) \| \| \| \| |
|               | \| \| Neopetaliidae (Vlekvleugels) \| \| \| \| \| \| Cordulegastridae (Bronlibellen) \| \| \| \| |
|               | Libellulidae (Korenbouten)                                                                       |
|               |                                                                                                  |
|               | Corduliidae (Glanslibellen)                                                                      |
|               |                                                                                                  |
|               | Neopetaliidae (Vlekvleugels)                                                                     |
|               |                                                                                                  |
|               | Cordulegastridae (Bronlibellen)                                                                  |
|               |                                                                                                  |

|  | Neopetaliidae (Vlekvleugels)    |
|  |                                 |
|  | Cordulegastridae (Bronlibellen) |
|  |                                 |

| Libelluloidea | \| \| Neopetaliidae (Vlekvleugels) \| \| \| \| \| \| Cordulegastridae (Bronlibellen) \| \| \| \| |
|               | \| \| Neopetaliidae (Vlekvleugels) \| \| \| \| \| \| Cordulegastridae (Bronlibellen) \| \| \| \| |
|               | Libellulidae (Korenbouten)                                                                       |
|               |                                                                                                  |
|               | Corduliidae (Glanslibellen)                                                                      |
|               |                                                                                                  |
|               | Neopetaliidae (Vlekvleugels)                                                                     |
|               |                                                                                                  |
|               | Cordulegastridae (Bronlibellen)                                                                  |
|               |                                                                                                  |

|  | Neopetaliidae (Vlekvleugels)    |
|  |                                 |
|  | Cordulegastridae (Bronlibellen) |
|  |                                 |

| Libelluloidea | \| \| Neopetaliidae (Vlekvleugels) \| \| \| \| \| \| Cordulegastridae (Bronlibellen) \| \| \| \| |
|               | \| \| Neopetaliidae (Vlekvleugels) \| \| \| \| \| \| Cordulegastridae (Bronlibellen) \| \| \| \| |
|               | Libellulidae (Korenbouten)                                                                       |
|               |                                                                                                  |
|               | Corduliidae (Glanslibellen)                                                                      |
|               |                                                                                                  |
|               | Neopetaliidae (Vlekvleugels)                                                                     |
|               |                                                                                                  |
|               | Cordulegastridae (Bronlibellen)                                                                  |
|               |                                                                                                  |

|  | Neopetaliidae (Vlekvleugels)    |
|  |                                 |
|  | Cordulegastridae (Bronlibellen) |
|  |                                 |

|  | Austropetaliidae                     |
|  |                                      |
|  | Aeshnidae (Glazenmakers)             |
|  |                                      |
|  | Petaluridae (Kroonbladstaartjuffers) |
|  |                                      |

| Libelluloidea | \| \| Neopetaliidae (Vlekvleugels) \| \| \| \| \| \| Cordulegastridae (Bronlibellen) \| \| \| \| |
|               | \| \| Neopetaliidae (Vlekvleugels) \| \| \| \| \| \| Cordulegastridae (Bronlibellen) \| \| \| \| |
|               | Libellulidae (Korenbouten)                                                                       |
|               |                                                                                                  |
|               | Corduliidae (Glanslibellen)                                                                      |
|               |                                                                                                  |
|               | Neopetaliidae (Vlekvleugels)                                                                     |
|               |                                                                                                  |
|               | Cordulegastridae (Bronlibellen)                                                                  |
|               |                                                                                                  |

|  | Neopetaliidae (Vlekvleugels)    |
|  |                                 |
|  | Cordulegastridae (Bronlibellen) |
|  |                                 |

| Libelluloidea | \| \| Neopetaliidae (Vlekvleugels) \| \| \| \| \| \| Cordulegastridae (Bronlibellen) \| \| \| \| |
|               | \| \| Neopetaliidae (Vlekvleugels) \| \| \| \| \| \| Cordulegastridae (Bronlibellen) \| \| \| \| |
|               | Libellulidae (Korenbouten)                                                                       |
|               |                                                                                                  |
|               | Corduliidae (Glanslibellen)                                                                      |
|               |                                                                                                  |
|               | Neopetaliidae (Vlekvleugels)                                                                     |
|               |                                                                                                  |
|               | Cordulegastridae (Bronlibellen)                                                                  |
|               |                                                                                                  |

|  | Neopetaliidae (Vlekvleugels)    |
|  |                                 |
|  | Cordulegastridae (Bronlibellen) |
|  |                                 |

| Libelluloidea | \| \| Neopetaliidae (Vlekvleugels) \| \| \| \| \| \| Cordulegastridae (Bronlibellen) \| \| \| \| |
|               | \| \| Neopetaliidae (Vlekvleugels) \| \| \| \| \| \| Cordulegastridae (Bronlibellen) \| \| \| \| |
|               | Libellulidae (Korenbouten)                                                                       |
|               |                                                                                                  |
|               | Corduliidae (Glanslibellen)                                                                      |
|               |                                                                                                  |
|               | Neopetaliidae (Vlekvleugels)                                                                     |
|               |                                                                                                  |
|               | Cordulegastridae (Bronlibellen)                                                                  |
|               |                                                                                                  |

|  | Neopetaliidae (Vlekvleugels)    |
|  |                                 |
|  | Cordulegastridae (Bronlibellen) |
|  |                                 |

| Libelluloidea | \| \| Neopetaliidae (Vlekvleugels) \| \| \| \| \| \| Cordulegastridae (Bronlibellen) \| \| \| \| |
|               | \| \| Neopetaliidae (Vlekvleugels) \| \| \| \| \| \| Cordulegastridae (Bronlibellen) \| \| \| \| |
|               | Libellulidae (Korenbouten)                                                                       |
|               |                                                                                                  |
|               | Corduliidae (Glanslibellen)                                                                      |
|               |                                                                                                  |
|               | Neopetaliidae (Vlekvleugels)                                                                     |
|               |                                                                                                  |
|               | Cordulegastridae (Bronlibellen)                                                                  |
|               |                                                                                                  |

|  | Neopetaliidae (Vlekvleugels)    |
|  |                                 |
|  | Cordulegastridae (Bronlibellen) |
|  |                                 |

| Libelluloidea | \| \| Neopetaliidae (Vlekvleugels) \| \| \| \| \| \| Cordulegastridae (Bronlibellen) \| \| \| \| |
|               | \| \| Neopetaliidae (Vlekvleugels) \| \| \| \| \| \| Cordulegastridae (Bronlibellen) \| \| \| \| |
|               | Libellulidae (Korenbouten)                                                                       |
|               |                                                                                                  |
|               | Corduliidae (Glanslibellen)                                                                      |
|               |                                                                                                  |
|               | Neopetaliidae (Vlekvleugels)                                                                     |
|               |                                                                                                  |
|               | Cordulegastridae (Bronlibellen)                                                                  |
|               |                                                                                                  |

|  | Neopetaliidae (Vlekvleugels)    |
|  |                                 |
|  | Cordulegastridae (Bronlibellen) |
|  |                                 |

| Libelluloidea | \| \| Neopetaliidae (Vlekvleugels) \| \| \| \| \| \| Cordulegastridae (Bronlibellen) \| \| \| \| |
|               | \| \| Neopetaliidae (Vlekvleugels) \| \| \| \| \| \| Cordulegastridae (Bronlibellen) \| \| \| \| |
|               | Libellulidae (Korenbouten)                                                                       |
|               |                                                                                                  |
|               | Corduliidae (Glanslibellen)                                                                      |
|               |                                                                                                  |
|               | Neopetaliidae (Vlekvleugels)                                                                     |
|               |                                                                                                  |
|               | Cordulegastridae (Bronlibellen)                                                                  |
|               |                                                                                                  |

|  | Neopetaliidae (Vlekvleugels)    |
|  |                                 |
|  | Cordulegastridae (Bronlibellen) |
|  |                                 |

| Libelluloidea | \| \| Neopetaliidae (Vlekvleugels) \| \| \| \| \| \| Cordulegastridae (Bronlibellen) \| \| \| \| |
|               | \| \| Neopetaliidae (Vlekvleugels) \| \| \| \| \| \| Cordulegastridae (Bronlibellen) \| \| \| \| |
|               | Libellulidae (Korenbouten)                                                                       |
|               |                                                                                                  |
|               | Corduliidae (Glanslibellen)                                                                      |
|               |                                                                                                  |
|               | Neopetaliidae (Vlekvleugels)                                                                     |
|               |                                                                                                  |
|               | Cordulegastridae (Bronlibellen)                                                                  |
|               |                                                                                                  |

|  | Neopetaliidae (Vlekvleugels)    |
|  |                                 |
|  | Cordulegastridae (Bronlibellen) |
|  |                                 |

| Libelluloidea | \| \| Neopetaliidae (Vlekvleugels) \| \| \| \| \| \| Cordulegastridae (Bronlibellen) \| \| \| \| |
|               | \| \| Neopetaliidae (Vlekvleugels) \| \| \| \| \| \| Cordulegastridae (Bronlibellen) \| \| \| \| |
|               | Libellulidae (Korenbouten)                                                                       |
|               |                                                                                                  |
|               | Corduliidae (Glanslibellen)                                                                      |
|               |                                                                                                  |
|               | Neopetaliidae (Vlekvleugels)                                                                     |
|               |                                                                                                  |
|               | Cordulegastridae (Bronlibellen)                                                                  |
|               |                                                                                                  |

|  | Neopetaliidae (Vlekvleugels)    |
|  |                                 |
|  | Cordulegastridae (Bronlibellen) |
|  |                                 |

| Libelluloidea | \| \| Neopetaliidae (Vlekvleugels) \| \| \| \| \| \| Cordulegastridae (Bronlibellen) \| \| \| \| |
|               | \| \| Neopetaliidae (Vlekvleugels) \| \| \| \| \| \| Cordulegastridae (Bronlibellen) \| \| \| \| |
|               | Libellulidae (Korenbouten)                                                                       |
|               |                                                                                                  |
|               | Corduliidae (Glanslibellen)                                                                      |
|               |                                                                                                  |
|               | Neopetaliidae (Vlekvleugels)                                                                     |
|               |                                                                                                  |
|               | Cordulegastridae (Bronlibellen)                                                                  |
|               |                                                                                                  |

|  | Neopetaliidae (Vlekvleugels)    |
|  |                                 |
|  | Cordulegastridae (Bronlibellen) |
|  |                                 |

| Libelluloidea | \| \| Neopetaliidae (Vlekvleugels) \| \| \| \| \| \| Cordulegastridae (Bronlibellen) \| \| \| \| |
|               | \| \| Neopetaliidae (Vlekvleugels) \| \| \| \| \| \| Cordulegastridae (Bronlibellen) \| \| \| \| |
|               | Libellulidae (Korenbouten)                                                                       |
|               |                                                                                                  |
|               | Corduliidae (Glanslibellen)                                                                      |
|               |                                                                                                  |
|               | Neopetaliidae (Vlekvleugels)                                                                     |
|               |                                                                                                  |
|               | Cordulegastridae (Bronlibellen)                                                                  |
|               |                                                                                                  |

|  | Neopetaliidae (Vlekvleugels)    |
|  |                                 |
|  | Cordulegastridae (Bronlibellen) |
|  |                                 |

| Libelluloidea | \| \| Neopetaliidae (Vlekvleugels) \| \| \| \| \| \| Cordulegastridae (Bronlibellen) \| \| \| \| |
|               | \| \| Neopetaliidae (Vlekvleugels) \| \| \| \| \| \| Cordulegastridae (Bronlibellen) \| \| \| \| |
|               | Libellulidae (Korenbouten)                                                                       |
|               |                                                                                                  |
|               | Corduliidae (Glanslibellen)                                                                      |
|               |                                                                                                  |
|               | Neopetaliidae (Vlekvleugels)                                                                     |
|               |                                                                                                  |
|               | Cordulegastridae (Bronlibellen)                                                                  |
|               |                                                                                                  |

|  | Neopetaliidae (Vlekvleugels)    |
|  |                                 |
|  | Cordulegastridae (Bronlibellen) |
|  |                                 |

| Libelluloidea | \| \| Neopetaliidae (Vlekvleugels) \| \| \| \| \| \| Cordulegastridae (Bronlibellen) \| \| \| \| |
|               | \| \| Neopetaliidae (Vlekvleugels) \| \| \| \| \| \| Cordulegastridae (Bronlibellen) \| \| \| \| |
|               | Libellulidae (Korenbouten)                                                                       |
|               |                                                                                                  |
|               | Corduliidae (Glanslibellen)                                                                      |
|               |                                                                                                  |
|               | Neopetaliidae (Vlekvleugels)                                                                     |
|               |                                                                                                  |
|               | Cordulegastridae (Bronlibellen)                                                                  |
|               |                                                                                                  |

|  | Neopetaliidae (Vlekvleugels)    |
|  |                                 |
|  | Cordulegastridae (Bronlibellen) |
|  |                                 |

| Libelluloidea | \| \| Neopetaliidae (Vlekvleugels) \| \| \| \| \| \| Cordulegastridae (Bronlibellen) \| \| \| \| |
|               | \| \| Neopetaliidae (Vlekvleugels) \| \| \| \| \| \| Cordulegastridae (Bronlibellen) \| \| \| \| |
|               | Libellulidae (Korenbouten)                                                                       |
|               |                                                                                                  |
|               | Corduliidae (Glanslibellen)                                                                      |
|               |                                                                                                  |
|               | Neopetaliidae (Vlekvleugels)                                                                     |
|               |                                                                                                  |
|               | Cordulegastridae (Bronlibellen)                                                                  |
|               |                                                                                                  |

|  | Neopetaliidae (Vlekvleugels)    |
|  |                                 |
|  | Cordulegastridae (Bronlibellen) |
|  |                                 |

| Libelluloidea | \| \| Neopetaliidae (Vlekvleugels) \| \| \| \| \| \| Cordulegastridae (Bronlibellen) \| \| \| \| |
|               | \| \| Neopetaliidae (Vlekvleugels) \| \| \| \| \| \| Cordulegastridae (Bronlibellen) \| \| \| \| |
|               | Libellulidae (Korenbouten)                                                                       |
|               |                                                                                                  |
|               | Corduliidae (Glanslibellen)                                                                      |
|               |                                                                                                  |
|               | Neopetaliidae (Vlekvleugels)                                                                     |
|               |                                                                                                  |
|               | Cordulegastridae (Bronlibellen)                                                                  |
|               |                                                                                                  |

|  | Neopetaliidae (Vlekvleugels)    |
|  |                                 |
|  | Cordulegastridae (Bronlibellen) |
|  |                                 |

| Libelluloidea | \| \| Neopetaliidae (Vlekvleugels) \| \| \| \| \| \| Cordulegastridae (Bronlibellen) \| \| \| \| |
|               | \| \| Neopetaliidae (Vlekvleugels) \| \| \| \| \| \| Cordulegastridae (Bronlibellen) \| \| \| \| |
|               | Libellulidae (Korenbouten)                                                                       |
|               |                                                                                                  |
|               | Corduliidae (Glanslibellen)                                                                      |
|               |                                                                                                  |
|               | Neopetaliidae (Vlekvleugels)                                                                     |
|               |                                                                                                  |
|               | Cordulegastridae (Bronlibellen)                                                                  |
|               |                                                                                                  |

|  | Neopetaliidae (Vlekvleugels)    |
|  |                                 |
|  | Cordulegastridae (Bronlibellen) |
|  |                                 |

| Libelluloidea | \| \| Neopetaliidae (Vlekvleugels) \| \| \| \| \| \| Cordulegastridae (Bronlibellen) \| \| \| \| |
|               | \| \| Neopetaliidae (Vlekvleugels) \| \| \| \| \| \| Cordulegastridae (Bronlibellen) \| \| \| \| |
|               | Libellulidae (Korenbouten)                                                                       |
|               |                                                                                                  |
|               | Corduliidae (Glanslibellen)                                                                      |
|               |                                                                                                  |
|               | Neopetaliidae (Vlekvleugels)                                                                     |
|               |                                                                                                  |
|               | Cordulegastridae (Bronlibellen)                                                                  |
|               |                                                                                                  |

|  | Neopetaliidae (Vlekvleugels)    |
|  |                                 |
|  | Cordulegastridae (Bronlibellen) |
|  |                                 |

|  | Austropetaliidae                     |
|  |                                      |
|  | Aeshnidae (Glazenmakers)             |
|  |                                      |
|  | Petaluridae (Kroonbladstaartjuffers) |
|  |                                      |

| Libelluloidea | \| \| Neopetaliidae (Vlekvleugels) \| \| \| \| \| \| Cordulegastridae (Bronlibellen) \| \| \| \| |
|               | \| \| Neopetaliidae (Vlekvleugels) \| \| \| \| \| \| Cordulegastridae (Bronlibellen) \| \| \| \| |
|               | Libellulidae (Korenbouten)                                                                       |
|               |                                                                                                  |
|               | Corduliidae (Glanslibellen)                                                                      |
|               |                                                                                                  |
|               | Neopetaliidae (Vlekvleugels)                                                                     |
|               |                                                                                                  |
|               | Cordulegastridae (Bronlibellen)                                                                  |
|               |                                                                                                  |

|  | Neopetaliidae (Vlekvleugels)    |
|  |                                 |
|  | Cordulegastridae (Bronlibellen) |
|  |                                 |

| Libelluloidea | \| \| Neopetaliidae (Vlekvleugels) \| \| \| \| \| \| Cordulegastridae (Bronlibellen) \| \| \| \| |
|               | \| \| Neopetaliidae (Vlekvleugels) \| \| \| \| \| \| Cordulegastridae (Bronlibellen) \| \| \| \| |
|               | Libellulidae (Korenbouten)                                                                       |
|               |                                                                                                  |
|               | Corduliidae (Glanslibellen)                                                                      |
|               |                                                                                                  |
|               | Neopetaliidae (Vlekvleugels)                                                                     |
|               |                                                                                                  |
|               | Cordulegastridae (Bronlibellen)                                                                  |
|               |                                                                                                  |

|  | Neopetaliidae (Vlekvleugels)    |
|  |                                 |
|  | Cordulegastridae (Bronlibellen) |
|  |                                 |

| Libelluloidea | \| \| Neopetaliidae (Vlekvleugels) \| \| \| \| \| \| Cordulegastridae (Bronlibellen) \| \| \| \| |
|               | \| \| Neopetaliidae (Vlekvleugels) \| \| \| \| \| \| Cordulegastridae (Bronlibellen) \| \| \| \| |
|               | Libellulidae (Korenbouten)                                                                       |
|               |                                                                                                  |
|               | Corduliidae (Glanslibellen)                                                                      |
|               |                                                                                                  |
|               | Neopetaliidae (Vlekvleugels)                                                                     |
|               |                                                                                                  |
|               | Cordulegastridae (Bronlibellen)                                                                  |
|               |                                                                                                  |

|  | Neopetaliidae (Vlekvleugels)    |
|  |                                 |
|  | Cordulegastridae (Bronlibellen) |
|  |                                 |

| Libelluloidea | \| \| Neopetaliidae (Vlekvleugels) \| \| \| \| \| \| Cordulegastridae (Bronlibellen) \| \| \| \| |
|               | \| \| Neopetaliidae (Vlekvleugels) \| \| \| \| \| \| Cordulegastridae (Bronlibellen) \| \| \| \| |
|               | Libellulidae (Korenbouten)                                                                       |
|               |                                                                                                  |
|               | Corduliidae (Glanslibellen)                                                                      |
|               |                                                                                                  |
|               | Neopetaliidae (Vlekvleugels)                                                                     |
|               |                                                                                                  |
|               | Cordulegastridae (Bronlibellen)                                                                  |
|               |                                                                                                  |

|  | Neopetaliidae (Vlekvleugels)    |
|  |                                 |
|  | Cordulegastridae (Bronlibellen) |
|  |                                 |

| Libelluloidea | \| \| Neopetaliidae (Vlekvleugels) \| \| \| \| \| \| Cordulegastridae (Bronlibellen) \| \| \| \| |
|               | \| \| Neopetaliidae (Vlekvleugels) \| \| \| \| \| \| Cordulegastridae (Bronlibellen) \| \| \| \| |
|               | Libellulidae (Korenbouten)                                                                       |
|               |                                                                                                  |
|               | Corduliidae (Glanslibellen)                                                                      |
|               |                                                                                                  |
|               | Neopetaliidae (Vlekvleugels)                                                                     |
|               |                                                                                                  |
|               | Cordulegastridae (Bronlibellen)                                                                  |
|               |                                                                                                  |

|  | Neopetaliidae (Vlekvleugels)    |
|  |                                 |
|  | Cordulegastridae (Bronlibellen) |
|  |                                 |

| Libelluloidea | \| \| Neopetaliidae (Vlekvleugels) \| \| \| \| \| \| Cordulegastridae (Bronlibellen) \| \| \| \| |
|               | \| \| Neopetaliidae (Vlekvleugels) \| \| \| \| \| \| Cordulegastridae (Bronlibellen) \| \| \| \| |
|               | Libellulidae (Korenbouten)                                                                       |
|               |                                                                                                  |
|               | Corduliidae (Glanslibellen)                                                                      |
|               |                                                                                                  |
|               | Neopetaliidae (Vlekvleugels)                                                                     |
|               |                                                                                                  |
|               | Cordulegastridae (Bronlibellen)                                                                  |
|               |                                                                                                  |

|  | Neopetaliidae (Vlekvleugels)    |
|  |                                 |
|  | Cordulegastridae (Bronlibellen) |
|  |                                 |

| Libelluloidea | \| \| Neopetaliidae (Vlekvleugels) \| \| \| \| \| \| Cordulegastridae (Bronlibellen) \| \| \| \| |
|               | \| \| Neopetaliidae (Vlekvleugels) \| \| \| \| \| \| Cordulegastridae (Bronlibellen) \| \| \| \| |
|               | Libellulidae (Korenbouten)                                                                       |
|               |                                                                                                  |
|               | Corduliidae (Glanslibellen)                                                                      |
|               |                                                                                                  |
|               | Neopetaliidae (Vlekvleugels)                                                                     |
|               |                                                                                                  |
|               | Cordulegastridae (Bronlibellen)                                                                  |
|               |                                                                                                  |

|  | Neopetaliidae (Vlekvleugels)    |
|  |                                 |
|  | Cordulegastridae (Bronlibellen) |
|  |                                 |

| Libelluloidea | \| \| Neopetaliidae (Vlekvleugels) \| \| \| \| \| \| Cordulegastridae (Bronlibellen) \| \| \| \| |
|               | \| \| Neopetaliidae (Vlekvleugels) \| \| \| \| \| \| Cordulegastridae (Bronlibellen) \| \| \| \| |
|               | Libellulidae (Korenbouten)                                                                       |
|               |                                                                                                  |
|               | Corduliidae (Glanslibellen)                                                                      |
|               |                                                                                                  |
|               | Neopetaliidae (Vlekvleugels)                                                                     |
|               |                                                                                                  |
|               | Cordulegastridae (Bronlibellen)                                                                  |
|               |                                                                                                  |

|  | Neopetaliidae (Vlekvleugels)    |
|  |                                 |
|  | Cordulegastridae (Bronlibellen) |
|  |                                 |

| Libelluloidea | \| \| Neopetaliidae (Vlekvleugels) \| \| \| \| \| \| Cordulegastridae (Bronlibellen) \| \| \| \| |
|               | \| \| Neopetaliidae (Vlekvleugels) \| \| \| \| \| \| Cordulegastridae (Bronlibellen) \| \| \| \| |
|               | Libellulidae (Korenbouten)                                                                       |
|               |                                                                                                  |
|               | Corduliidae (Glanslibellen)                                                                      |
|               |                                                                                                  |
|               | Neopetaliidae (Vlekvleugels)                                                                     |
|               |                                                                                                  |
|               | Cordulegastridae (Bronlibellen)                                                                  |
|               |                                                                                                  |

|  | Neopetaliidae (Vlekvleugels)    |
|  |                                 |
|  | Cordulegastridae (Bronlibellen) |
|  |                                 |

| Libelluloidea | \| \| Neopetaliidae (Vlekvleugels) \| \| \| \| \| \| Cordulegastridae (Bronlibellen) \| \| \| \| |
|               | \| \| Neopetaliidae (Vlekvleugels) \| \| \| \| \| \| Cordulegastridae (Bronlibellen) \| \| \| \| |
|               | Libellulidae (Korenbouten)                                                                       |
|               |                                                                                                  |
|               | Corduliidae (Glanslibellen)                                                                      |
|               |                                                                                                  |
|               | Neopetaliidae (Vlekvleugels)                                                                     |
|               |                                                                                                  |
|               | Cordulegastridae (Bronlibellen)                                                                  |
|               |                                                                                                  |

|  | Neopetaliidae (Vlekvleugels)    |
|  |                                 |
|  | Cordulegastridae (Bronlibellen) |
|  |                                 |

| Libelluloidea | \| \| Neopetaliidae (Vlekvleugels) \| \| \| \| \| \| Cordulegastridae (Bronlibellen) \| \| \| \| |
|               | \| \| Neopetaliidae (Vlekvleugels) \| \| \| \| \| \| Cordulegastridae (Bronlibellen) \| \| \| \| |
|               | Libellulidae (Korenbouten)                                                                       |
|               |                                                                                                  |
|               | Corduliidae (Glanslibellen)                                                                      |
|               |                                                                                                  |
|               | Neopetaliidae (Vlekvleugels)                                                                     |
|               |                                                                                                  |
|               | Cordulegastridae (Bronlibellen)                                                                  |
|               |                                                                                                  |

|  | Neopetaliidae (Vlekvleugels)    |
|  |                                 |
|  | Cordulegastridae (Bronlibellen) |
|  |                                 |

| Libelluloidea | \| \| Neopetaliidae (Vlekvleugels) \| \| \| \| \| \| Cordulegastridae (Bronlibellen) \| \| \| \| |
|               | \| \| Neopetaliidae (Vlekvleugels) \| \| \| \| \| \| Cordulegastridae (Bronlibellen) \| \| \| \| |
|               | Libellulidae (Korenbouten)                                                                       |
|               |                                                                                                  |
|               | Corduliidae (Glanslibellen)                                                                      |
|               |                                                                                                  |
|               | Neopetaliidae (Vlekvleugels)                                                                     |
|               |                                                                                                  |
|               | Cordulegastridae (Bronlibellen)                                                                  |
|               |                                                                                                  |

|  | Neopetaliidae (Vlekvleugels)    |
|  |                                 |
|  | Cordulegastridae (Bronlibellen) |
|  |                                 |

| Libelluloidea | \| \| Neopetaliidae (Vlekvleugels) \| \| \| \| \| \| Cordulegastridae (Bronlibellen) \| \| \| \| |
|               | \| \| Neopetaliidae (Vlekvleugels) \| \| \| \| \| \| Cordulegastridae (Bronlibellen) \| \| \| \| |
|               | Libellulidae (Korenbouten)                                                                       |
|               |                                                                                                  |
|               | Corduliidae (Glanslibellen)                                                                      |
|               |                                                                                                  |
|               | Neopetaliidae (Vlekvleugels)                                                                     |
|               |                                                                                                  |
|               | Cordulegastridae (Bronlibellen)                                                                  |
|               |                                                                                                  |

|  | Neopetaliidae (Vlekvleugels)    |
|  |                                 |
|  | Cordulegastridae (Bronlibellen) |
|  |                                 |

| Libelluloidea | \| \| Neopetaliidae (Vlekvleugels) \| \| \| \| \| \| Cordulegastridae (Bronlibellen) \| \| \| \| |
|               | \| \| Neopetaliidae (Vlekvleugels) \| \| \| \| \| \| Cordulegastridae (Bronlibellen) \| \| \| \| |
|               | Libellulidae (Korenbouten)                                                                       |
|               |                                                                                                  |
|               | Corduliidae (Glanslibellen)                                                                      |
|               |                                                                                                  |
|               | Neopetaliidae (Vlekvleugels)                                                                     |
|               |                                                                                                  |
|               | Cordulegastridae (Bronlibellen)                                                                  |
|               |                                                                                                  |

|  | Neopetaliidae (Vlekvleugels)    |
|  |                                 |
|  | Cordulegastridae (Bronlibellen) |
|  |                                 |

| Libelluloidea | \| \| Neopetaliidae (Vlekvleugels) \| \| \| \| \| \| Cordulegastridae (Bronlibellen) \| \| \| \| |
|               | \| \| Neopetaliidae (Vlekvleugels) \| \| \| \| \| \| Cordulegastridae (Bronlibellen) \| \| \| \| |
|               | Libellulidae (Korenbouten)                                                                       |
|               |                                                                                                  |
|               | Corduliidae (Glanslibellen)                                                                      |
|               |                                                                                                  |
|               | Neopetaliidae (Vlekvleugels)                                                                     |
|               |                                                                                                  |
|               | Cordulegastridae (Bronlibellen)                                                                  |
|               |                                                                                                  |

|  | Neopetaliidae (Vlekvleugels)    |
|  |                                 |
|  | Cordulegastridae (Bronlibellen) |
|  |                                 |

| Libelluloidea | \| \| Neopetaliidae (Vlekvleugels) \| \| \| \| \| \| Cordulegastridae (Bronlibellen) \| \| \| \| |
|               | \| \| Neopetaliidae (Vlekvleugels) \| \| \| \| \| \| Cordulegastridae (Bronlibellen) \| \| \| \| |
|               | Libellulidae (Korenbouten)                                                                       |
|               |                                                                                                  |
|               | Corduliidae (Glanslibellen)                                                                      |
|               |                                                                                                  |
|               | Neopetaliidae (Vlekvleugels)                                                                     |
|               |                                                                                                  |
|               | Cordulegastridae (Bronlibellen)                                                                  |
|               |                                                                                                  |

|  | Neopetaliidae (Vlekvleugels)    |
|  |                                 |
|  | Cordulegastridae (Bronlibellen) |
|  |                                 |

|  | Austropetaliidae                     |
|  |                                      |
|  | Aeshnidae (Glazenmakers)             |
|  |                                      |
|  | Petaluridae (Kroonbladstaartjuffers) |
|  |                                      |

| Libelluloidea | \| \| Neopetaliidae (Vlekvleugels) \| \| \| \| \| \| Cordulegastridae (Bronlibellen) \| \| \| \| |
|               | \| \| Neopetaliidae (Vlekvleugels) \| \| \| \| \| \| Cordulegastridae (Bronlibellen) \| \| \| \| |
|               | Libellulidae (Korenbouten)                                                                       |
|               |                                                                                                  |
|               | Corduliidae (Glanslibellen)                                                                      |
|               |                                                                                                  |
|               | Neopetaliidae (Vlekvleugels)                                                                     |
|               |                                                                                                  |
|               | Cordulegastridae (Bronlibellen)                                                                  |
|               |                                                                                                  |

|  | Neopetaliidae (Vlekvleugels)    |
|  |                                 |
|  | Cordulegastridae (Bronlibellen) |
|  |                                 |

| Libelluloidea | \| \| Neopetaliidae (Vlekvleugels) \| \| \| \| \| \| Cordulegastridae (Bronlibellen) \| \| \| \| |
|               | \| \| Neopetaliidae (Vlekvleugels) \| \| \| \| \| \| Cordulegastridae (Bronlibellen) \| \| \| \| |
|               | Libellulidae (Korenbouten)                                                                       |
|               |                                                                                                  |
|               | Corduliidae (Glanslibellen)                                                                      |
|               |                                                                                                  |
|               | Neopetaliidae (Vlekvleugels)                                                                     |
|               |                                                                                                  |
|               | Cordulegastridae (Bronlibellen)                                                                  |
|               |                                                                                                  |

|  | Neopetaliidae (Vlekvleugels)    |
|  |                                 |
|  | Cordulegastridae (Bronlibellen) |
|  |                                 |

| Libelluloidea | \| \| Neopetaliidae (Vlekvleugels) \| \| \| \| \| \| Cordulegastridae (Bronlibellen) \| \| \| \| |
|               | \| \| Neopetaliidae (Vlekvleugels) \| \| \| \| \| \| Cordulegastridae (Bronlibellen) \| \| \| \| |
|               | Libellulidae (Korenbouten)                                                                       |
|               |                                                                                                  |
|               | Corduliidae (Glanslibellen)                                                                      |
|               |                                                                                                  |
|               | Neopetaliidae (Vlekvleugels)                                                                     |
|               |                                                                                                  |
|               | Cordulegastridae (Bronlibellen)                                                                  |
|               |                                                                                                  |

|  | Neopetaliidae (Vlekvleugels)    |
|  |                                 |
|  | Cordulegastridae (Bronlibellen) |
|  |                                 |

| Libelluloidea | \| \| Neopetaliidae (Vlekvleugels) \| \| \| \| \| \| Cordulegastridae (Bronlibellen) \| \| \| \| |
|               | \| \| Neopetaliidae (Vlekvleugels) \| \| \| \| \| \| Cordulegastridae (Bronlibellen) \| \| \| \| |
|               | Libellulidae (Korenbouten)                                                                       |
|               |                                                                                                  |
|               | Corduliidae (Glanslibellen)                                                                      |
|               |                                                                                                  |
|               | Neopetaliidae (Vlekvleugels)                                                                     |
|               |                                                                                                  |
|               | Cordulegastridae (Bronlibellen)                                                                  |
|               |                                                                                                  |

|  | Neopetaliidae (Vlekvleugels)    |
|  |                                 |
|  | Cordulegastridae (Bronlibellen) |
|  |                                 |

| Libelluloidea | \| \| Neopetaliidae (Vlekvleugels) \| \| \| \| \| \| Cordulegastridae (Bronlibellen) \| \| \| \| |
|               | \| \| Neopetaliidae (Vlekvleugels) \| \| \| \| \| \| Cordulegastridae (Bronlibellen) \| \| \| \| |
|               | Libellulidae (Korenbouten)                                                                       |
|               |                                                                                                  |
|               | Corduliidae (Glanslibellen)                                                                      |
|               |                                                                                                  |
|               | Neopetaliidae (Vlekvleugels)                                                                     |
|               |                                                                                                  |
|               | Cordulegastridae (Bronlibellen)                                                                  |
|               |                                                                                                  |

|  | Neopetaliidae (Vlekvleugels)    |
|  |                                 |
|  | Cordulegastridae (Bronlibellen) |
|  |                                 |

| Libelluloidea | \| \| Neopetaliidae (Vlekvleugels) \| \| \| \| \| \| Cordulegastridae (Bronlibellen) \| \| \| \| |
|               | \| \| Neopetaliidae (Vlekvleugels) \| \| \| \| \| \| Cordulegastridae (Bronlibellen) \| \| \| \| |
|               | Libellulidae (Korenbouten)                                                                       |
|               |                                                                                                  |
|               | Corduliidae (Glanslibellen)                                                                      |
|               |                                                                                                  |
|               | Neopetaliidae (Vlekvleugels)                                                                     |
|               |                                                                                                  |
|               | Cordulegastridae (Bronlibellen)                                                                  |
|               |                                                                                                  |

|  | Neopetaliidae (Vlekvleugels)    |
|  |                                 |
|  | Cordulegastridae (Bronlibellen) |
|  |                                 |

| Libelluloidea | \| \| Neopetaliidae (Vlekvleugels) \| \| \| \| \| \| Cordulegastridae (Bronlibellen) \| \| \| \| |
|               | \| \| Neopetaliidae (Vlekvleugels) \| \| \| \| \| \| Cordulegastridae (Bronlibellen) \| \| \| \| |
|               | Libellulidae (Korenbouten)                                                                       |
|               |                                                                                                  |
|               | Corduliidae (Glanslibellen)                                                                      |
|               |                                                                                                  |
|               | Neopetaliidae (Vlekvleugels)                                                                     |
|               |                                                                                                  |
|               | Cordulegastridae (Bronlibellen)                                                                  |
|               |                                                                                                  |

|  | Neopetaliidae (Vlekvleugels)    |
|  |                                 |
|  | Cordulegastridae (Bronlibellen) |
|  |                                 |

| Libelluloidea | \| \| Neopetaliidae (Vlekvleugels) \| \| \| \| \| \| Cordulegastridae (Bronlibellen) \| \| \| \| |
|               | \| \| Neopetaliidae (Vlekvleugels) \| \| \| \| \| \| Cordulegastridae (Bronlibellen) \| \| \| \| |
|               | Libellulidae (Korenbouten)                                                                       |
|               |                                                                                                  |
|               | Corduliidae (Glanslibellen)                                                                      |
|               |                                                                                                  |
|               | Neopetaliidae (Vlekvleugels)                                                                     |
|               |                                                                                                  |
|               | Cordulegastridae (Bronlibellen)                                                                  |
|               |                                                                                                  |

|  | Neopetaliidae (Vlekvleugels)    |
|  |                                 |
|  | Cordulegastridae (Bronlibellen) |
|  |                                 |

| Libelluloidea | \| \| Neopetaliidae (Vlekvleugels) \| \| \| \| \| \| Cordulegastridae (Bronlibellen) \| \| \| \| |
|               | \| \| Neopetaliidae (Vlekvleugels) \| \| \| \| \| \| Cordulegastridae (Bronlibellen) \| \| \| \| |
|               | Libellulidae (Korenbouten)                                                                       |
|               |                                                                                                  |
|               | Corduliidae (Glanslibellen)                                                                      |
|               |                                                                                                  |
|               | Neopetaliidae (Vlekvleugels)                                                                     |
|               |                                                                                                  |
|               | Cordulegastridae (Bronlibellen)                                                                  |
|               |                                                                                                  |

|  | Neopetaliidae (Vlekvleugels)    |
|  |                                 |
|  | Cordulegastridae (Bronlibellen) |
|  |                                 |

| Libelluloidea | \| \| Neopetaliidae (Vlekvleugels) \| \| \| \| \| \| Cordulegastridae (Bronlibellen) \| \| \| \| |
|               | \| \| Neopetaliidae (Vlekvleugels) \| \| \| \| \| \| Cordulegastridae (Bronlibellen) \| \| \| \| |
|               | Libellulidae (Korenbouten)                                                                       |
|               |                                                                                                  |
|               | Corduliidae (Glanslibellen)                                                                      |
|               |                                                                                                  |
|               | Neopetaliidae (Vlekvleugels)                                                                     |
|               |                                                                                                  |
|               | Cordulegastridae (Bronlibellen)                                                                  |
|               |                                                                                                  |

|  | Neopetaliidae (Vlekvleugels)    |
|  |                                 |
|  | Cordulegastridae (Bronlibellen) |
|  |                                 |

| Libelluloidea | \| \| Neopetaliidae (Vlekvleugels) \| \| \| \| \| \| Cordulegastridae (Bronlibellen) \| \| \| \| |
|               | \| \| Neopetaliidae (Vlekvleugels) \| \| \| \| \| \| Cordulegastridae (Bronlibellen) \| \| \| \| |
|               | Libellulidae (Korenbouten)                                                                       |
|               |                                                                                                  |
|               | Corduliidae (Glanslibellen)                                                                      |
|               |                                                                                                  |
|               | Neopetaliidae (Vlekvleugels)                                                                     |
|               |                                                                                                  |
|               | Cordulegastridae (Bronlibellen)                                                                  |
|               |                                                                                                  |

|  | Neopetaliidae (Vlekvleugels)    |
|  |                                 |
|  | Cordulegastridae (Bronlibellen) |
|  |                                 |

| Libelluloidea | \| \| Neopetaliidae (Vlekvleugels) \| \| \| \| \| \| Cordulegastridae (Bronlibellen) \| \| \| \| |
|               | \| \| Neopetaliidae (Vlekvleugels) \| \| \| \| \| \| Cordulegastridae (Bronlibellen) \| \| \| \| |
|               | Libellulidae (Korenbouten)                                                                       |
|               |                                                                                                  |
|               | Corduliidae (Glanslibellen)                                                                      |
|               |                                                                                                  |
|               | Neopetaliidae (Vlekvleugels)                                                                     |
|               |                                                                                                  |
|               | Cordulegastridae (Bronlibellen)                                                                  |
|               |                                                                                                  |

|  | Neopetaliidae (Vlekvleugels)    |
|  |                                 |
|  | Cordulegastridae (Bronlibellen) |
|  |                                 |

| Libelluloidea | \| \| Neopetaliidae (Vlekvleugels) \| \| \| \| \| \| Cordulegastridae (Bronlibellen) \| \| \| \| |
|               | \| \| Neopetaliidae (Vlekvleugels) \| \| \| \| \| \| Cordulegastridae (Bronlibellen) \| \| \| \| |
|               | Libellulidae (Korenbouten)                                                                       |
|               |                                                                                                  |
|               | Corduliidae (Glanslibellen)                                                                      |
|               |                                                                                                  |
|               | Neopetaliidae (Vlekvleugels)                                                                     |
|               |                                                                                                  |
|               | Cordulegastridae (Bronlibellen)                                                                  |
|               |                                                                                                  |

|  | Neopetaliidae (Vlekvleugels)    |
|  |                                 |
|  | Cordulegastridae (Bronlibellen) |
|  |                                 |

| Libelluloidea | \| \| Neopetaliidae (Vlekvleugels) \| \| \| \| \| \| Cordulegastridae (Bronlibellen) \| \| \| \| |
|               | \| \| Neopetaliidae (Vlekvleugels) \| \| \| \| \| \| Cordulegastridae (Bronlibellen) \| \| \| \| |
|               | Libellulidae (Korenbouten)                                                                       |
|               |                                                                                                  |
|               | Corduliidae (Glanslibellen)                                                                      |
|               |                                                                                                  |
|               | Neopetaliidae (Vlekvleugels)                                                                     |
|               |                                                                                                  |
|               | Cordulegastridae (Bronlibellen)                                                                  |
|               |                                                                                                  |

|  | Neopetaliidae (Vlekvleugels)    |
|  |                                 |
|  | Cordulegastridae (Bronlibellen) |
|  |                                 |

| Libelluloidea | \| \| Neopetaliidae (Vlekvleugels) \| \| \| \| \| \| Cordulegastridae (Bronlibellen) \| \| \| \| |
|               | \| \| Neopetaliidae (Vlekvleugels) \| \| \| \| \| \| Cordulegastridae (Bronlibellen) \| \| \| \| |
|               | Libellulidae (Korenbouten)                                                                       |
|               |                                                                                                  |
|               | Corduliidae (Glanslibellen)                                                                      |
|               |                                                                                                  |
|               | Neopetaliidae (Vlekvleugels)                                                                     |
|               |                                                                                                  |
|               | Cordulegastridae (Bronlibellen)                                                                  |
|               |                                                                                                  |

|  | Neopetaliidae (Vlekvleugels)    |
|  |                                 |
|  | Cordulegastridae (Bronlibellen) |
|  |                                 |

| Libelluloidea | \| \| Neopetaliidae (Vlekvleugels) \| \| \| \| \| \| Cordulegastridae (Bronlibellen) \| \| \| \| |
|               | \| \| Neopetaliidae (Vlekvleugels) \| \| \| \| \| \| Cordulegastridae (Bronlibellen) \| \| \| \| |
|               | Libellulidae (Korenbouten)                                                                       |
|               |                                                                                                  |
|               | Corduliidae (Glanslibellen)                                                                      |
|               |                                                                                                  |
|               | Neopetaliidae (Vlekvleugels)                                                                     |
|               |                                                                                                  |
|               | Cordulegastridae (Bronlibellen)                                                                  |
|               |                                                                                                  |

|  | Neopetaliidae (Vlekvleugels)    |
|  |                                 |
|  | Cordulegastridae (Bronlibellen) |
|  |                                 |

## Taxonomie en indeling

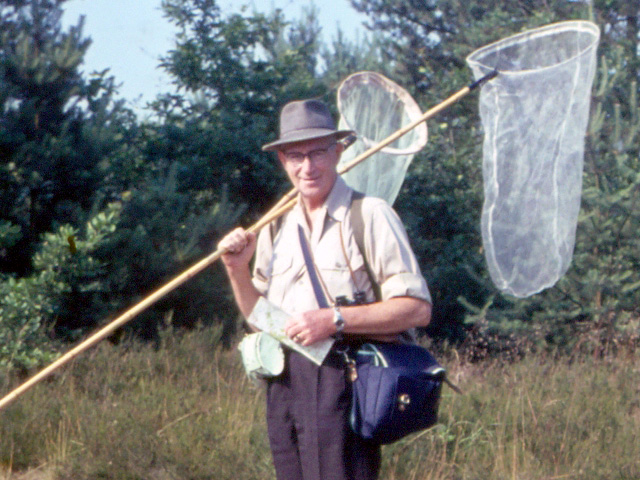
Maurits Lieftinck tijdens een zoektocht naar libellen.

Biologen die zich gespecialiseerd hebben in het onderzoek naar libellen worden odonatologen genoemd. Veel libellenonderzoek is uitgevoerd door Nederlandse natuurwetenschappers en onderzoekers.
Een van de eerste insectenonderzoekers was Jan Swammerdam (1637 – 1680). In zijn boek Bybel der natuure uit 1767 beschreef hij onder andere de libellen, vergezeld van enkele detailtekeningen van de anatomie van de larven. Libellen werden later bestudeerd door Antoni van Leeuwenhoek (1632 – 1723). Hij publiceerde in 1694 een brief waarin hij beschreef hoe hij een oog van een rombout had geprepareerd. Kijkend door het oog van de libel zag hij letterlijk de wereld op zijn kop.
Meer recente Nederlandse libellenonderzoekers zijn Dirk Cornelis Geijskes (1907 – 1985) en Maurits Lieftinck (1904 – 1985). Zij bestudeerden zowel de echte libellen als de juffers. In Nederland wordt door het Nederlandse Vereniging voor Libellenstudie enkele malen per jaar het blad Brachytron uitgegeven. Dit blad is genoemd naar de glassnijders uit het geslacht Brachytron.
De Belg Edmond de Selys Longchamps wordt onder libellenkenners wel de vader van de Odonatologie genoemd. Hij beschreef en benoemde libellen van over de hele wereld.

### Families en soorten
Er zijn bijna 3000 soorten echte libellen benoemd. Zij worden verdeeld over elf families en zo'n 350 geslachten. In België en Nederland zijn bij elkaar 48 soorten waargenomen.
Zie voor een lijst van alle echte libellen die leven in België en Nederland ook de lijst van soorten echte libellen in België en Nederland.
De orde van de libellen (Odonata) bestond lange tijd uit twee duidelijk afgebakende onderordes; de hier besproken echte libellen en de juffers. Tegenwoordig worden de oerlibellen echter als zustergroep van de echte libellen beschouwd. De overkoepelende groep wordt sindsdien als de onderorde Epiprocta aangeduid. De juffers zijn sinds deze nieuwe inzichten een zustergroep ervan. Zowel de echte libellen als de oerlibellen worden als een infraorde van de Epiprocta beschouwd. In het schema rechts is de verouderde situatie boven weergegeven en de recente inzichten worden onder getoond.
Ze krijgen beide de status van infraorden binnen de Epiprocta. De zustergroep van deze onderorde is de onderorde juffers (Zygoptera of gelijkvleugeligen).

### Lijst van families
Onderstaand is een tabel weergegeven met alle families, de verspreiding en het aantal geslachten en soorten.
| Lijst van families van echte libellen | Lijst van families van echte libellen            | Lijst van families van echte libellen | Lijst van families van echte libellen |
| ------------------------------------- | ------------------------------------------------ | ------------------------------------- | ------------------------------------- |
| Naam                                  | Verspreiding                                     | # Geslachten                          | # Soorten                             |
| Aeshnidae                             | Wereldwijd                                       | 51                                    | 443                                   |
| Austropetaliidae                      | Australië en Zuid-Amerika                        | 4                                     | 11                                    |
| Chlorogomphidae                       | Azië                                             | 4                                     | 45                                    |
| Cordulegastridae                      | Azië, Europa en Noord-Amerika                    | 4                                     | 51                                    |
| Corduliidae                           | Wereldwijd                                       | 39                                    | 250                                   |
| Gomphidae                             | Wereldwijd                                       | 95                                    | 961                                   |
| Libellulidae                          | Wereldwijd                                       | 142                                   | 985                                   |
| Macromiidae                           | Afrika, Australië, Azië, Europa en Noord-Amerika | 4                                     | 123                                   |
| Neopetaliidae                         | Zuid-Amerika                                     | 1                                     | 1                                     |
| Petaluridae                           | Azië, Australië, Noord- en Zuid-Amerika          | 5                                     | 11                                    |
| Synthemistidae                        | Australië                                        | 7                                     | 43                                    |